# Wacken Open Air
Pour les articles homonymes, voir Wacken (homonymie), Open Air et WOA.
Wacken Open Air, aussi appelé W:O:A, est un festival allemand de heavy metal organise annuellement depuis 1990, durant la première fin de semaine d'août, dans la ville de Wacken, située dans le Land de Schleswig-Holstein. Presque tous les styles de hard rock et de heavy metal y sont représentés. 
Il est désormais[Depuis quand ?] l'un des plus importants festivals de heavy metal au monde et l'un des plus importants festivals en plein air d’Allemagne. Entre 2011 et 2018, le festival comptait environ 85 000 participants, dont 75 000 visiteurs payants. L’édition 2020 du festival, qui devait avoir lieu du 30 juillet au 1er août, est annulée à la suite de l'interdiction des grands rassemblements en Allemagne liée à la pandémie de Covid-19.

## Histoire

### Origines
L'idée du Wacken Open Air a émergé en 1989 au cours d'un repas au restaurant de Thomas Jensen et d'Holger Hübner. Les deux amis vivaient à Wacken. Jensen jouait de la basse avec le groupe de reprises rock « Skyline ». De ses débuts jusqu'en 1992, le groupe se composait d’Ines Jeske de Vaale (chant), Thomas Jensen de Wacken (basse), Peter Huhn de Wacken (guitare électrique), Dennis Harman d’Itzehoe (clavier) et Andreas Göser de Wacken (batterie). Skyline était l’un des premiers groupes de reprises métal et rock de la région à cette époque. Le groupe s’est fait une place à l’échelle régionale en donnant d’abord des concerts dans des pubs et lors de rencontre de motards, puis en jouant pour la première partie du groupe Extrabreit. Hübner était un disc-jockey spécialisé dans le rock et le heavy métal. Jensen et Hübner ont eu l'idée d'organiser un concert en plein air dans une carrière de gravier dans la ville de Wacken et ont réussi à convaincre le batteur de Skyline, Andreas Göser, et Jörg Jensen, le frère de Thomas Jensen, de les aider à le faire. Le terrain en question, ayant déjà servi comme lieu de réunion à près de 3 000 membres du club de motards « No Mercys », était parfaitement adapté au projet et pouvait également attirer ce public. Dès le début du projet, l'événement est axé sur le rock et le heavy métal. Contrairement à d'autres festivals d'une journée tels que Monsters of Rock ou Super Rock à Mannheim, on y trouve des terrains de camping,.

### Débuts et développement

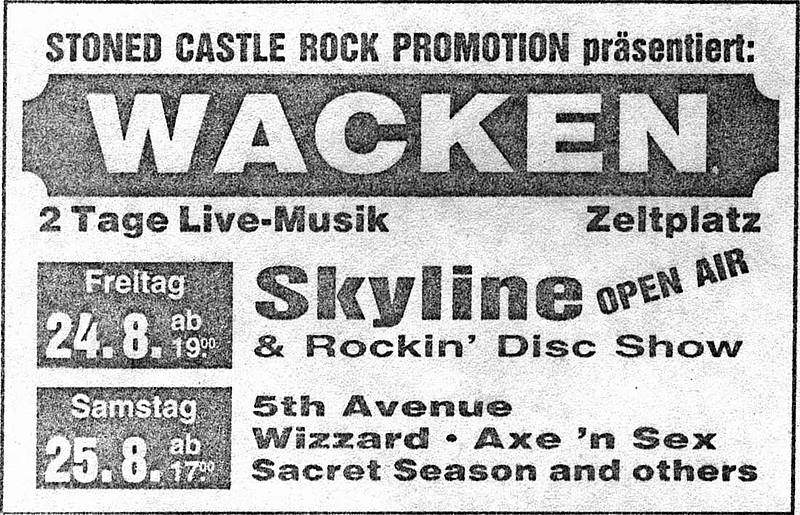
Publicité pour le Wacken Open Air 1990.

Le premier festival de deux jours a lieu dans la carrière les 24 et 25 août 1990 et compte 800 spectateurs. Les groupes présentés à l’affiche viennent tous d’Allemagne. En plus de Skyline, des groupes comme 5th Avenue, Motoslug, SacredSeason, Ax 'n Sex et Wizzard sont présents. Les premiers festivals sont organisés à titre privé, avec une régie construite sur une remorque empruntée à une entreprise de camionnage locale, et une scène construite par les organisateurs. Les années suivantes, la plupart des tâches sont encore effectuées par la petite équipe. Par exemple, jusqu'en août 1994, la vente de billet est gérée personnellement par Regina Göser, la mère d'Andy Göser. La sécurité est assurée par des amis membres de clubs de motards jusqu'en 1996. En 1991, le nombre de visiteurs augmente, et passe à 1 300 personnes. Skyline joue à nouveau lors de cette édition et, vient s’ajouter à l’affiche Bon Scott, un groupe de reprises AC/DC originaire d’ Hambourg, ainsi que GypsyKyss, Kilgore, Life Artist, Ruby Red et Shanghai'dGuts, pour une programmation régionale. C’est durant cette même année que l’emblématique logo de crâne est conçu par Mark Ramsauer après avoir d’abord été ébauché par Thomas Jensen et Holger Hübner. Le crâne de vache fait référence au lieu, un pré de vaches, mais aussi à Jensen et Hübner qui sont à l'origine des « garçons du village ».
En 1992, la programmation évolue afin d’y inclure pour la première fois des groupes de renommée internationale tels que Blind Guardian et Saxon,. Le nombre de groupes à la programmation passe à 26, avec des groupes venant de Suède, des États-Unis, d'Irlande et de Belgique. Les organisateurs utilisent pour la première fois une scène professionnelle avec éclairages et sonorisation et réussissent à obtenir le soutien de la marque de cigarettes Prince Denmarken tant que sponsor. Cette année-là, la « Party Stage » est installée dans la tente DJ à côté de la scène principale, où des groupes de reprises et de drôles de projets jouent en exclusivité. Les coûts supplémentaires d’après-concert et notamment le nettoyage du terrain de camping (fréquenté par 2 500 participants) et l’augmentation des dispositifs de sécurité, entraînent cette année-là une perte d'environ 25 000 Deutsche Mark pour les organisateurs.
Avec notamment la venue du groupe Fates Warning au festival en 1993, le Wacken Open Air, se fait un nom années après années grâce à sa programmation de qualité. En même temps, la performance mémorable de Doro Pesch ainsi que celles d'autres groupes notoires ont pour conséquence un nouveau record de participation s’élevant à 3 500 participants payants. Simultanément, l'équipe s'essaye à l'organisation de concerts et, sous le surnom de Stone Castle Promotion, organise un concert de Motörhead pour 2 000 personnes à Flensburg. L’équipe n’est malheureusement pas en mesure de payer ses coûts de promotion. Une de leurs réalisations, un concert de Dio et Freak of Nature, tourne au désastre avec seulement 167 billets vendus auxquels s'ajoutent des nouvelle pertes liées au festival. Les pertes s’élèvent ainsi à près de 350 000 Deutsche Mark pour les organisateurs. À la suite de cela, Jörg Jensen et Andreas Göser quittent l'équipe ; Holger Hübner et Thomas Jensen restent, tout comme Jörn-Ulf Goesmann pour deux années supplémentaires. Ils continuent à gérer le Wacken Open Air malgré les dettes pour lesquelles leurs parents ont dû se porter caution. Au cours de la même année, la mère de Thomas Jensen décède et Holger Hübner est victime d’un grave accident. Cette année-ci est considérée comme « l'année de la peste », dans l'histoire du Wacken,.
Lors de son cinquième anniversaire en 1994, la situation financière se stabilise et le festival atteint finalement son seuil de rentabilité. La formation reste professionnelle et présente de nombreux groupes de renommée internationale de la scène heavy métal. Au total, 4 500 billets sont vendus. En raison de l'augmentation des coûts de traitement des ordures, les billets pour les terrains de camping doivent être achetés séparément, et un t-shirt est offert aux personnes achetant leurs billets en prévente. En 1995, les revenus et les dépenses s’équilibrent grâce à l'engagement de groupes tels que Tiamat, D-A-D, The Pretty Maids et Angra. Mais, malgré ses quelque 5 000 participants, le festival n’est pas rentable. Cependant, pour la première fois, les médias nationaux parlent du Wacken Open Air, en particulier Rock Hard magazine, ainsi que la nouvelle chaîne de télévision VIVA avec son programme Heavy Metal Metalla.

### Premières réalisations et essor
Les ventes de billets pour le festival de 1996 démarrent lentement, malgré la présence de Kreator comme tête d’affiche ainsi que celle de nombreux groupes de renommée internationale tels que The Exploited, Gorefest et Crematory. La direction tente d’empêcher de nouvelles pertes en augmentant le nombre de concerts et réussit finalement à ajouter Böhsen Onkelz à sa programmation. L’engagement du groupe controversé suscite des critiques et plusieurs groupes annulent leur performance cette année-là. C'est notamment le cas du groupe Brings originaire de Cologne qui a annulé son spectacle peu de temps avant et a proposé de rembourser le prix des billets à ses fans.
Submergés par la grosse vague de visiteurs en 1996, les habitants de Wacken expriment leurs préoccupations face à la tenue d’un événement d’une telle envergure dans la carrière locale. Uwe Trede propose alors de déménager le site du festival sur ses propres terres ainsi que sur des zones de terrains de camping. Il acquiert aussi des terrains supplémentaires. S’ajoutent à l’équipe d’organisation Thomas Hessqui (anciennement gérant de tournée pour Böhse Onkelz) en comme directeur de la production ainsi que Sheree Hesse comme responsable de la restauration des artistes. En plus de la W.E.T.-Stage, une troisième scène est mise en place en 1997. La tente « Wacken Evolution » devait être principalement mise à la disposition des nouveaux groupes et des groupes sans contrat avec une maison de disque. Cette année est marquée par le franchissement de la barre des 10 000 visiteurs, mais aussi par la prestation érotique du groupe Rockbitch qui a su faire parler d’elle.

### Développement ultérieur du festival

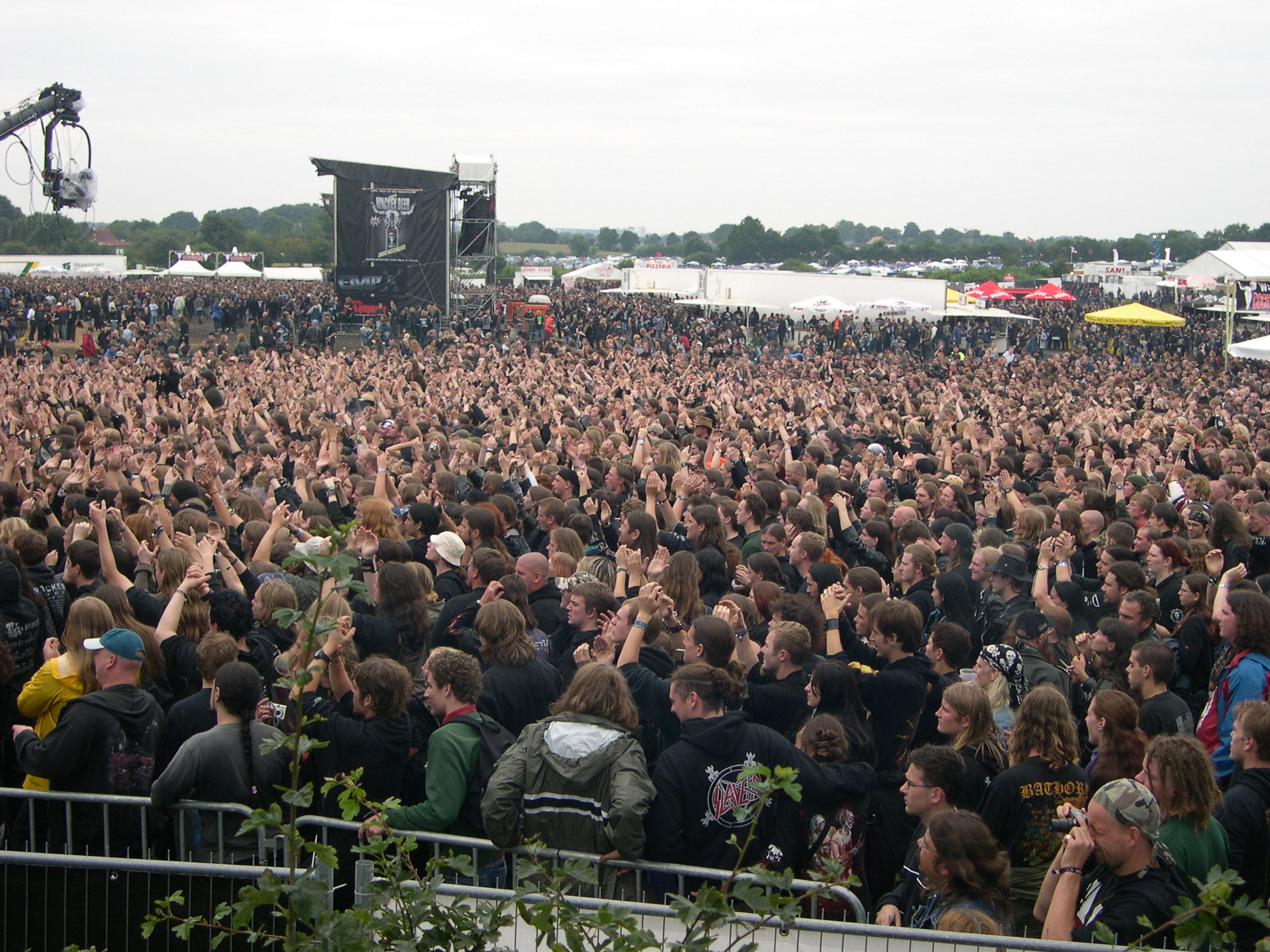
W:O:A 2005, fréquenté par 40000 personnes.

Au fil des années, l’importance du Wacken Open Air ne cesse de croître et des dizaines de groupes ainsi que des dizaines de milliers de visiteurs affluent au festival. Bien que les organisateurs aient déclaré en 2006 que 62 500 visiteurs représentaient « la limite du champ des possibles » (conférence de presse de 2006) en termes de capacité d’accueil, la structure du site du festival est modifiée l'année suivante afin d’offrir une plus grande surface à la « Party Stage ». De plus, les billets ne peuvent dorénavant plus être achetés directement sur le site du festival afin de réduire le nombre de visiteurs spontanés ou sans billet. Lors des éditions de 2007 et 2008, le festival était déjà indiqué complet à la suite de la prévente de billets; pour ce qui est du W:O:A 2009, les billets s’étaient écoulés en totalité dès la fin de l’année 2008. Les billets pour l’édition 2010 se sont également vendus des mois à l'avance. Bien que le festival ne durait initialement que deux jours, les concerts ont lieu depuis quelques années du jeudi au samedi, c’est-à-dire pour un total de trois jours. Le jeudi est devenu une « Night to Remember » (« une soirée inoubliable »), accueillant principalement des groupes de heavy metal « classiques », tels que Scorpions en 2006. Sur la « Party Stage », des groupes plus récent et plus modernes performent, créant un contraste avec cet esprit de « Night to Remember ». En outre, l’événement s’accompagne d’une riche programmation complémentaire. En plus de la zone marchande, obligatoire pour les festivals de musique, un Biergarten (brasserie de plein air) est ouvert depuis 2000 et dans lequel la fanfare des Wacken Firefighters ouvre le festival avant son lancement officiel. Lors de la journée du jeudi de l’édition 2007, la « Hellfest Stage » a été inaugurée. Depuis 2009, on trouve également une « scène médiévale », où jouent principalement des groupes de musique médiévale et de folk metal.
Le fait que de nombreux groupes notoires, notamment Scorpions, Saxon, Twisted Sister, Dimmu Borgir, Slayer et Helloween, aient enregistré des DVD de live au Wacken, montre à quel point l'Open Air est maintenant reconnu. Avant leur tournée d'adieu de 2004, Die Böhsen Onkelz a également joué un set musical prolongé au W:O:A.
Depuis 2002, le « Metal Train » voyage de Zurich à Wacken pour amener les fans dans le village du nord de l'Allemagne, et en leur offrant également un programme de divertissement en adéquation. Des voyages en bus en provenance des pays scandinaves, en particulier de Suède, mais aussi d'Autriche, sont organisés chaque année et sont réservés par des centaines de fans.
Le « W:O:A Soccercup » a lieu chaque année depuis 2002. Ce tournoi de football, qui a lieu les mercredis et qui opposaient initialement neuf équipes, prend de l'ampleur au fil des années et se présente sous forme de Coupe du monde avec 32 équipes depuis 2007 (un événement ponctuel en 2011 a rassemblé 36 équipes). Les équipes internationales s’inscrivent à l’avance et sont composées de participants du festival. Pour le 15e anniversaire du tournoi en 2016, un groupe se présente et participe pour la première fois : Serum 114 forme une équipe avec plusieurs fans et réussit à gagner le tournoi. Bien qu'il s'agisse d'un tournoi amical dans lequel tenues et noms créatifs priment sur la performance sportive, une cérémonie de remise des prix a lieu après le tournoi sur l'une des scènes depuis 2013 et remet des récompenses. En 2013, le « Full Metal Church » a lieu pour la première fois à Wacken. À l'occasion du 150e anniversaire de l'église locale, l'équipe organise, avec la paroisse, un concert du groupe Faun, qui s'articule autour de deux lectures et sermons de l'auteur de « Volxbibel », Martin Dreyer. Le concert et les services offerts ont été complètement saturés par les visiteurs du festival.

### Continuité

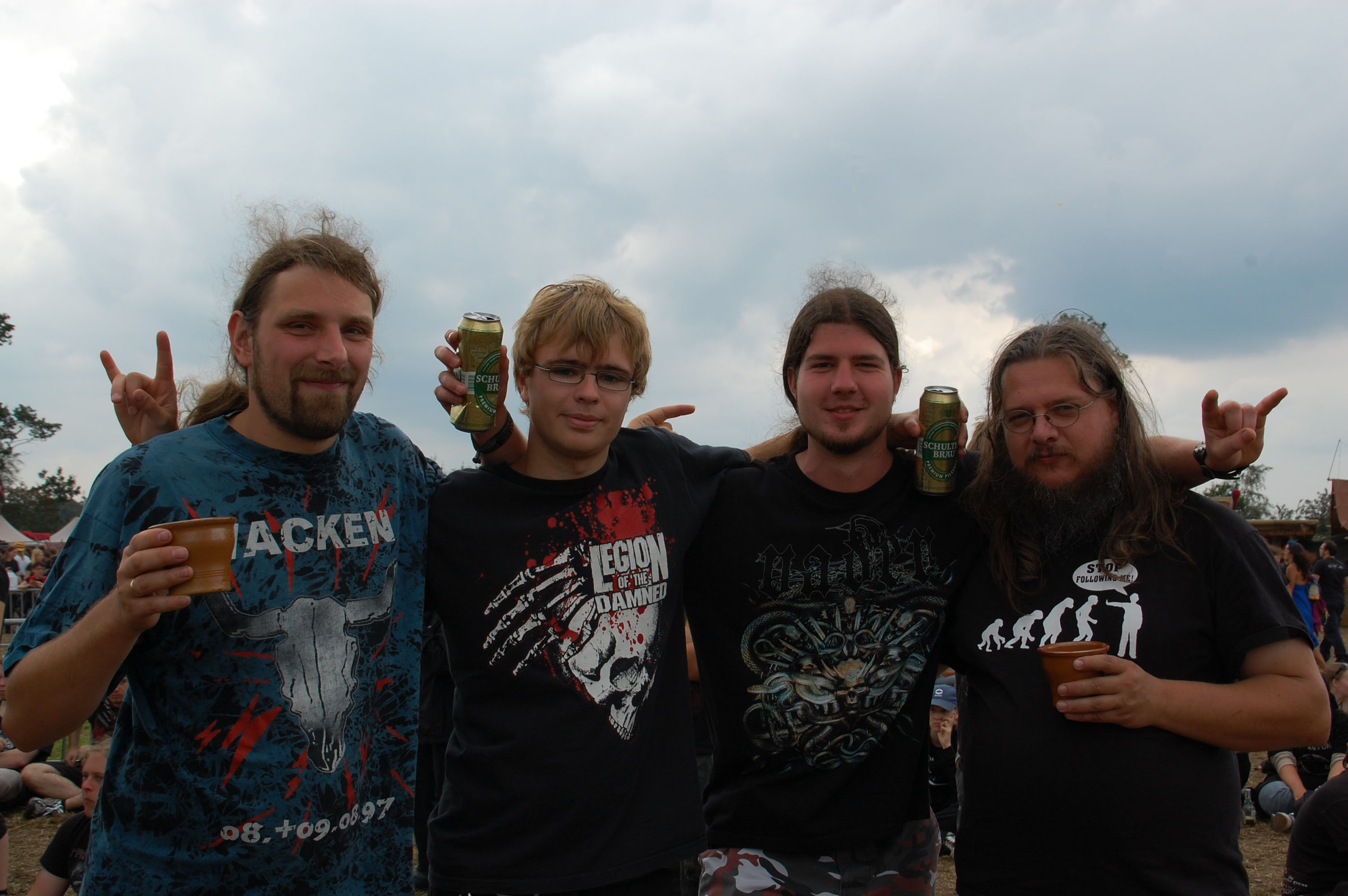
Participants du Wacken Open Air 2011.

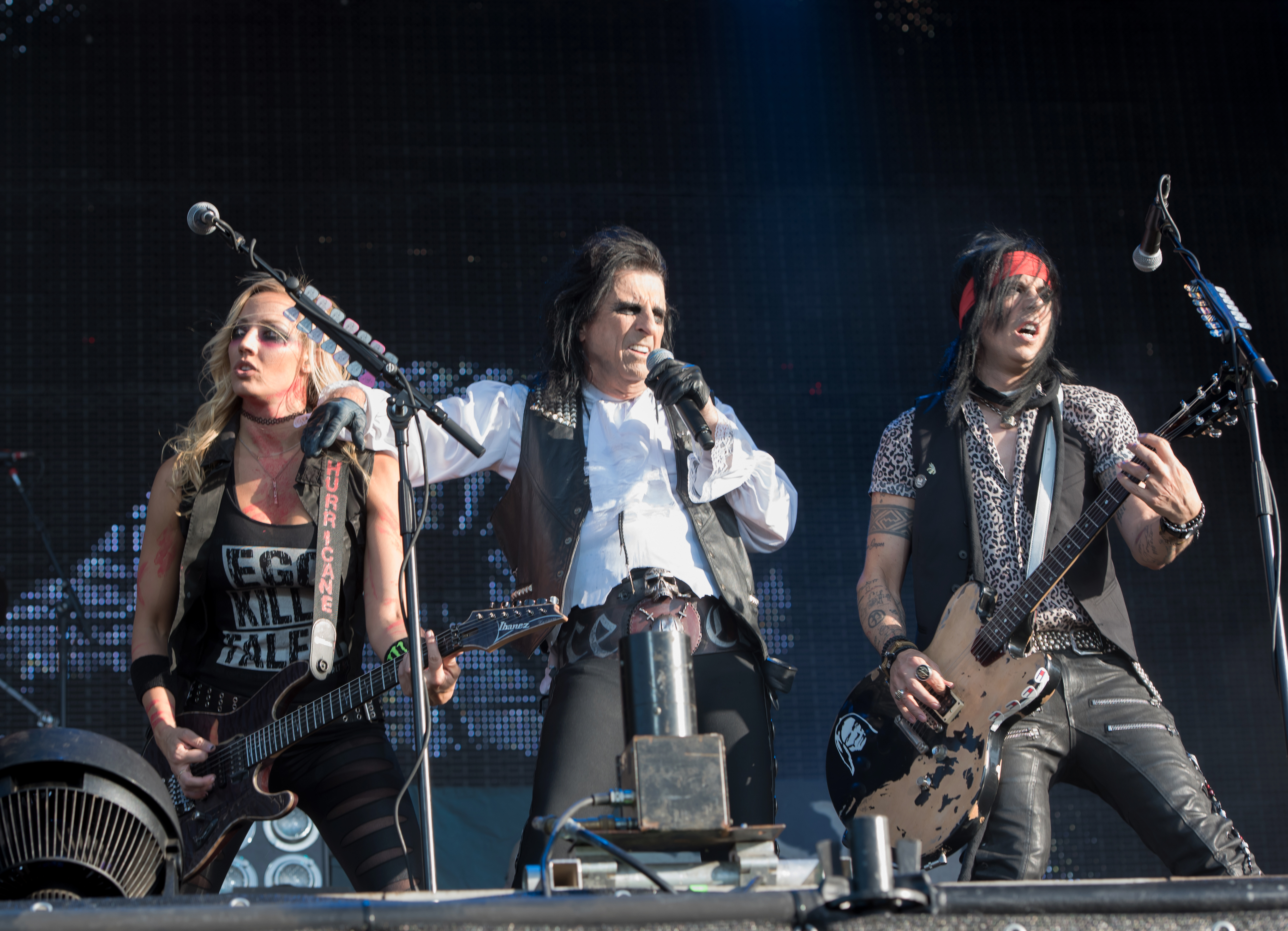
Alice Cooper au Wacken Open Air 2017.

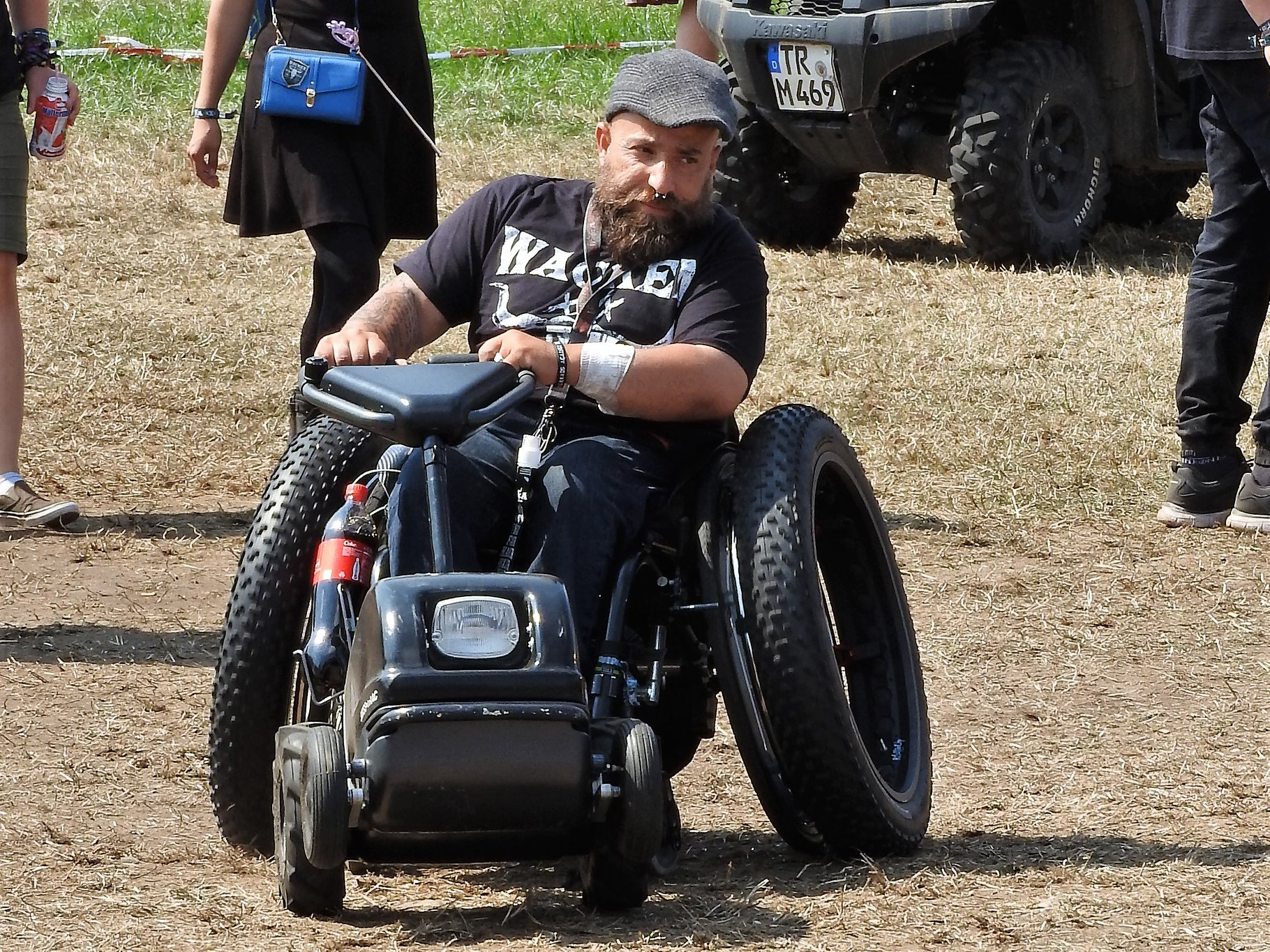
Spectateur au Wacken Open Air 2019.

Le festival constitue désormais l'un des événements incontournable de l’année de la scène heavy metal. En 2018, environ un tiers des visiteurs ainsi que la majorité des groupes, viennent de l'étranger. D’après les organisateurs, l’édition de cette année-là a accueilli des visiteurs issus de 80 pays différents. Certains visiteurs internationaux arrivent dans la région longtemps avant l’ouverture du festival.
Le nombre de spectateurs passe à 75 000 en 2008 dont 65 000 visiteurs payants. En 2008 et 2009, le festival affiche complet. Comme c'est souvent le cas pour les festivals de cette envergure, le Wacken Open Air est critiqué pour ses conditions d'hygiène, ses prix, son personnel de sécurité, ainsi que pour son encombrement et son aspect commercial. Ces critiques ont été prises en comptes et de nouveaux investissements substantiels ont été effectués dans les infrastructures fixes et mobiles du festival. En 2008, les organisateurs versent également 1 000 000 d’euros pour l’agrandissement de la piscine publique extérieure de Wacken afin de rendre le festival encore plus attrayant pour les résidents et les visiteurs de la ville (informations fournies par le maire Axel Kunkel).
Depuis 2006, le festival possède également sa propre webradio nommée Wacken Radio, qui diffuse du metal 24 heures sur 24. Elle est produite en coopération avec RauteMusik et est active depuis le mois de février 2014.
Pour la 23e édition du Wacken Open Air, la vente d'un « X-Mas package » a été lancée le lundi 8 août 2011, peu après la fin du festival de cette même année, et est écoulée en seulement 45 minutes. L'événement affiche complet dix fois de suite entre 2006 et 2015. Les billets pour le Wacken Open Air 2015 se sont vendus en seulement 12 heures le 4 août 2014, à peine quelques heures après la fin de l'édition précédente. Les billets X-Mas pour le W:O:A 2016, qui coûtaient 10 euros de moins et qui offraient gratuitement un t-shirt aux acheteurs, sont complètement vendus en seulement 20 minutes après le début des préventes. Les serveurs du bureau de réservation Metaltix étaient très occupés. Quelques minutes avant le début de la prévente, les pages n'étaient plus accessibles. À la suite de cela, des files d'attente ont dû être mises en place pour gérer la quantité de connexion.
Vers 2017, ls prix du festival augmentent et se situent à un niveau similaire à celui d'autres grands festivals de rock, tels que le Rock am Ring et l’ Hurricane Festival. Depuis plusieurs années, le festival vend ses billets en quelques heures. Pour l'édition de 2017, 55 000 billets sont vendus au cours de la première heure, 60 000 sont vendus mi-2016, et à la fin du mois d’avril 2017, le festival est presque complet. Le prix du billet pour le festival s'élève alors à 220 euros. Les toilettes et les douches sont gratuites et aucuns frais ne sont facturés aux campeurs arrivant plus tôt. Ces derniers installent leurs campements aux designs élaborés avant le début du festival, notamment afin de réserver les meilleurs emplacements.
Le festival affiche complet en seulement quelques jours, à la fois en 2014 et en 2016. Cependant, les derniers billets pour l’édition 2017 du festival ont été entièrement vendus 309 jours plus tard, soit à peine 2 mois avant le début du festival, même s'il ne restait plus que 10 000 billets après le premier jour de mise en vente. Au départ, il s'agissait d'une spéculation, puis des paramètres telles que le changement des dispositifs de sécurité ou bien la hausse des prix ont été pris en compte. Indépendamment de cela, le festival était complet pour la 13e fois consécutive en 2018. Le 5 avril 2018, Thomas Hess, directeur de la production depuis des années (et ancien directeur de la sécurité), décède. Il avait rejoint la direction du festival en 1996 en tant qu'ancien gérant de tournée de Böhse Onkelz et était considéré comme l'une des personnalités les plus importantes du festival, aux côtés des fondateurs restants et de la famille Trede, qui se charge de l’organisation et de la supervision dans les zones de camping en tant que sous-traitants. Il a apporté une contribution significative au W:O:A grâce à son sens de l’organisation, son calme et son efficacité.
Le Wacken Open Air 2018 est nommé meilleur festival majeur aux European Festival Awards 2018 et meilleur festival aux Helga! Awards. Lors de l’édition 2019 du W:O:A, la totalité des 75 000 billets sont vendus en quatre jours. Il s'agit de la 14e fois consécutive que le festival affiche complet.

### Pandémie de Covid-19
En raison de la pandémie de Covid-19 l'édition 2020 du festival est annulée.

## Organisation

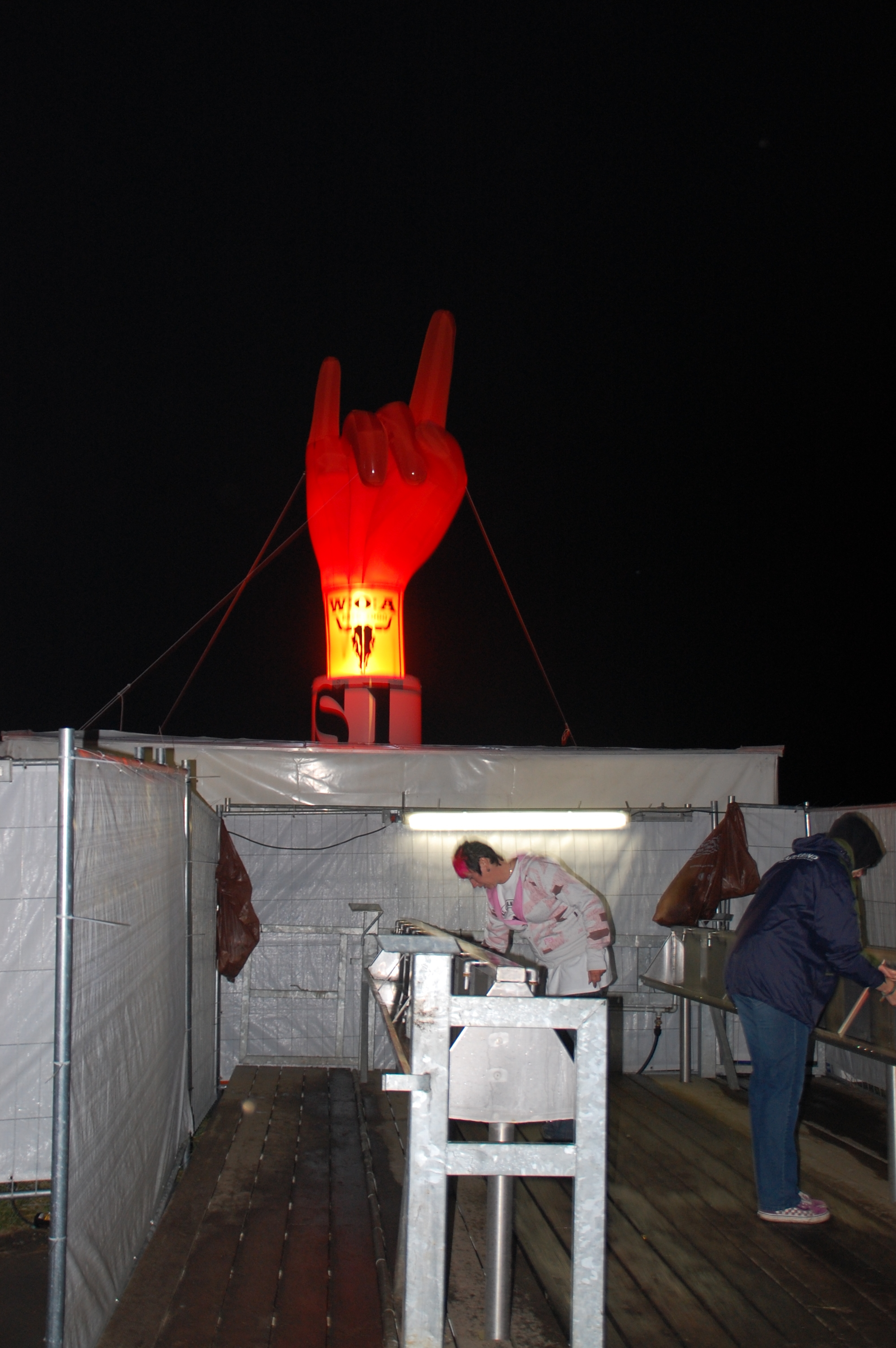
Infrastructures sanitaires du camping décorées d’un horns up illuminé, Wacken Open Air 2011.

Les organisateurs du Wacken Open Air fondent Stone Castle Rockpromotions en 1990 afin d’organiser le premier festival. Le nom est dérivé de la traduction directe de « Steinburg », faisant référence au district de Steinburg, auquel appartient Wacken. Stone Castle restera le nom de la compagnie jusque en 1996. Avant 2014, le siège social est situé à Dörpstedt (district de Schleswig-Flensburg). Il est ensuite transféré à Wacken. Le nom de la compagnie est ICS (International Concert Service) GmbH depuis 1999. Elle est notamment propriétaire de la marque Wacken Records et du magasin de vente par correspondance Metaltix. Un journal quotidien du festival est disponible depuis 2007 et se concentre sur l’actualité du site du festival. L'édition du jeudi est également incluse gratuitement dans tous les journaux publiés par le Landtag de Schleswig-Holstein.
En 2014, la station de radio en ligne RauteMusik.FM reprend en charge la production de la radio officielle du Wacken. Wacken Radio dispose chaque année de son propre conteneur sur le site du festival, où des reportages sont réalisés en direct.
Il y a encore quelques années, les panneaux officiels de la ville de Wacken étaient remplacés par des pancartes en plastique intitulées « Heavy Metal Town » pendant le W:O:A ; ou elles étaient parfois solidement vissés car elles étaient souvent volées comme souvenirs. Certains magasins vendent maintenant des sacs en coton noir où figure le panneau de la ville de Wacken d’un côté et la phrase « This town sign I may keep » (« Le panneau de la ville que je peux garder ») de l’autre. Une action contre dépassement de la limite maximale de bruit autorisée est engagée devant le tribunal administratif de Schleswig par des résidents de Wacken. Celle-ci a pris fin en janvier 2013 dans le cadre d’un règlement à l'amiable. Dorénavant, si le niveau sonore moyen du festival dépasse 70 dB, les organisateurs doivent verser 1 000 euros à la communauté, qui fera don de cet argent à des œuvres caritatives.

### Infrastructure
Le site couvre plus de 240 hectares, découpés par plus de 45 kilomètres de clôture. La zone intérieure, incluant la scène principale, a une superficie de 43 000 mètres carrés. Plus de 1 300 toilettes et près de 500 douches sont disponibles pour les 75 000 participants payants. Quelques 2 200 camions équipés sont nécessaires pour l'ensemble du festival. Les phases de construction et de démontage prennent généralement 7 et 5 jours respectivement. Pour cela, 75 camions de matériel de scène (1 000 tonnes), dix camions de matériel audio et 27 camions de matériel d'éclairage sont utilisés.
Depuis 2014, la quantité d'électricité produite atteint douze mégawatts, ce qui correspond à peu près aux besoins d'une petite ville de 70 000 habitants. En outre, quarante groupes électrogènes de secours fonctionnant au Diesel sont nécessaires. Vingt-cinq électriciens sont responsables de l'approvisionnement en électricité. Quelque 600 000 euros sont consacrés à la construction de systèmes d'égouts et à l'amélioration de l'approvisionnement en électricité sur le site du festival. Dans le même temps, 700 000 euros de drains ont été installés devant les scènes afin d’améliorer le drainage des masses d’eau lors de fortes pluies. Les chemins principaux sont également pavés de 10 km de routes mobiles afin de faciliter l’accès aux véhicules de secours. Un total de 5 000 employés travaillent pour le festival, parmi lesquels 1 800 personnes à la sécurité, 150 nettoyeurs, 70 assistants à la construction et au démontage, ainsi que 400 policiers, 250 pompiers, 900 ambulanciers paramédicaux et six docteurs urgentistes.
En 2017, un pipeline de bière d'un kilomètre alimentant dix systèmes de distribution est utilisé pour la première fois. À pleine capacité, cette construction permets de tirer 10 000 litres de bière en une heure.

### Scènes

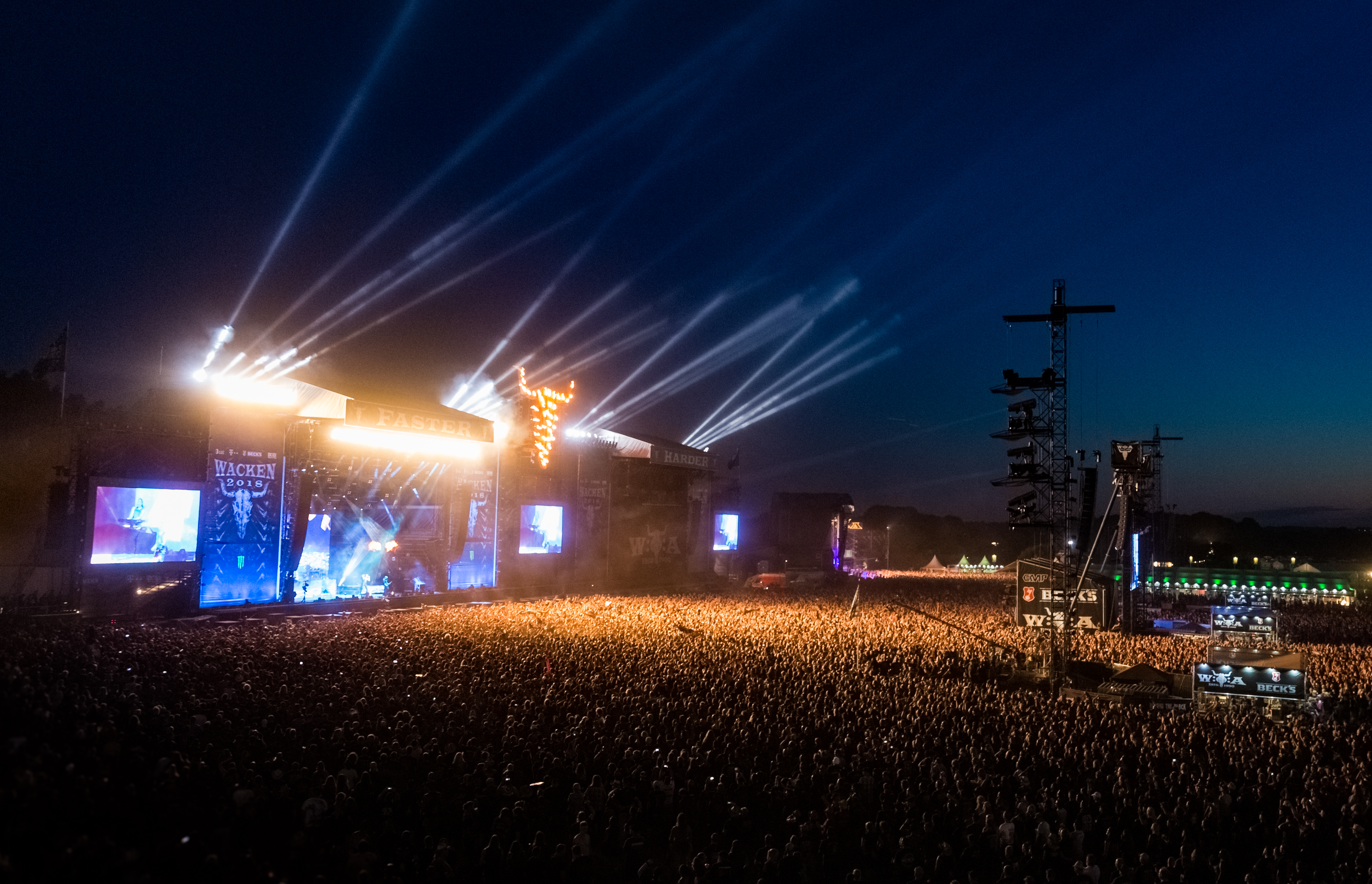
Les scènes Faster et Harder au Wacken Open Air 2018.

Le Wacken Open Air dispose de maintenant huit scènes accueillant musiciens et animations. Les scènes majeures sont les scènes « Faster » et la « Harder », qui ont été conçues de telle façon qu’elles puissent être connectées et sont dotées d'un système de son et d'éclairage commun. Avec la scène « Louder », qui est légèrement plus petite, ces deux scènes constituent le « Infield » (« champ intérieur »), ou la « Holy Ground » (« terre sainte »). De plus, ces trois scènes sont équipées d’écrans géants pour permettre aux participants de voir les artistes, même à distance.
Jusqu'en 2016, ces trois scènes s'appelaient « lack Stage », « TrueMetal Stage » et « Party Stage ». Après l’édition 2016 du Waken, les visiteurs sont encouragés à proposer de nouveaux noms. À partir de ces suggestions, les meilleures idées devaient être soumises au vote par le biais d’un sondage. Cependant, à la place, le slogan « Faster - Harder - Louder » (« Plus rapide, plus intense, plus fort ») a influencé le choix des noms. Ainsi, les trois scènes sont renommées en conséquence.
Deux autres scènes jumelles, la « W.E.T. Stage » (« Tente Wacken Evolution ») ainsi que la scène « Headbanger » se trouvent sous un grand chapiteau appelée « Bullhead City Circus ». La « Metal Battle » a lieu sur ces scènes du mercredi au jeudi, suivie d’apparitions régulières des groupes les jours suivants. Alors que les scènes principales et les chapiteaux sont ouverts à tous les genres, les autres scènes sont elles dédiées à des thèmes spécifiques. La scène « Wackinger » est située dans la zone médiévale du festival où des groupes de genres folkloriques, païens et médiévaux jouent principalement ; tandis que la scène « Wasteland », créée en 2014, est orientée vers un style de musique ayant une touche apocalyptique. La scène « Beergarden » est inspirée des scènes de festivals folkloriques typiques, mais elle accueille également des invités permanents du Wacken tels que les Wacken Firefighters et Mambo Kurt.

### Lieu de l'événement

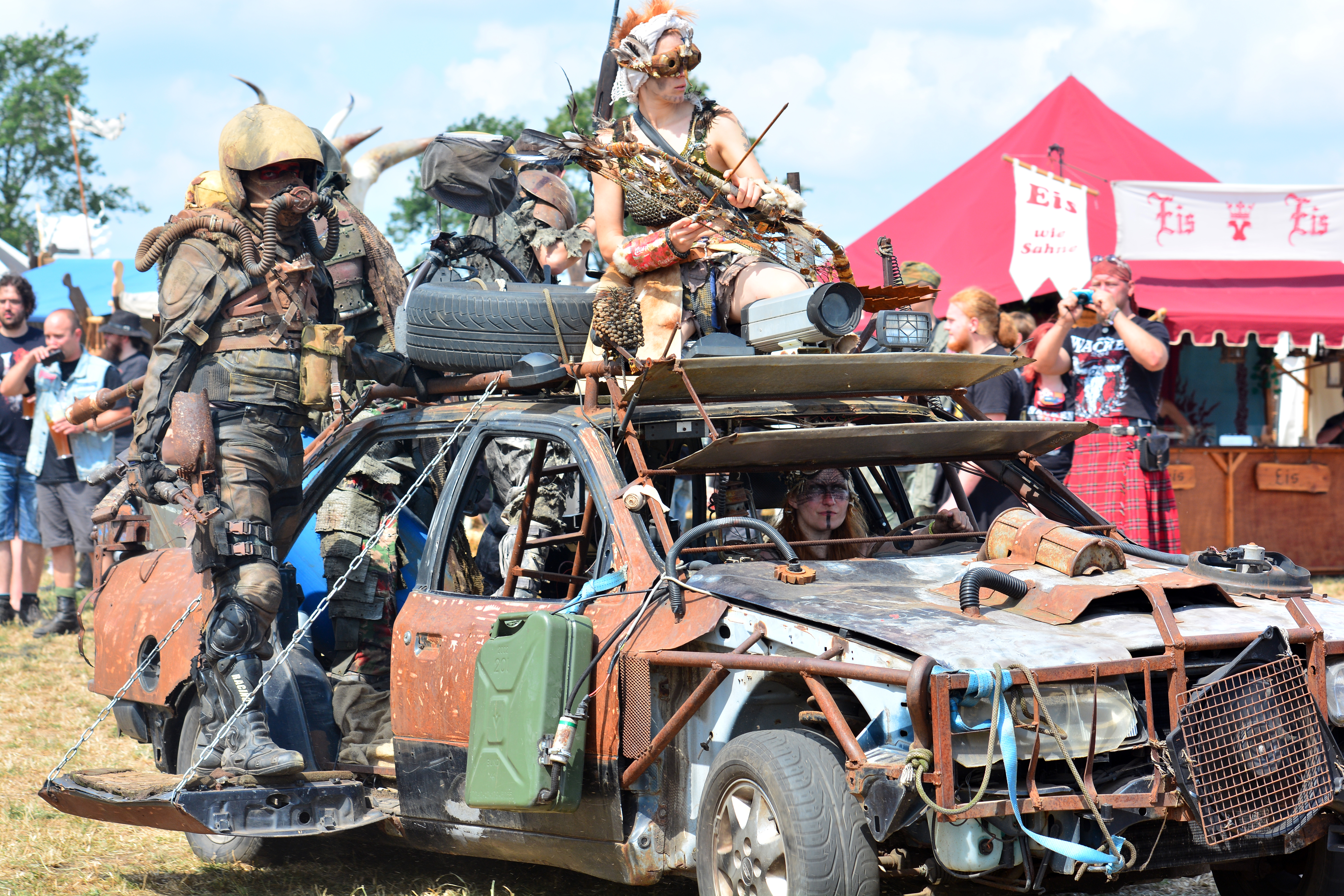
Wasteland – apocalypse au Wacken Open Air 2014.

Le lieu du Wacken Open Air est divisé en plusieurs sections séparées de manière structurée. Depuis 2014, un seul contrôle majeur de sécurité est effectué lors de l'entrée des participants. Après celui-ci, seuls les bracelets du festival sont contrôlés.
Parmi les caractéristiques spéciales du W:O:A, on peut citer la zone « Wackinger », qui ressemble à un marché médiéval abritant des stands de spécialités culinaires et de boissons. On y trouve également la scène « Wackinger », sur laquelle est jouée de la musique correspondant à cette ambiance. Le public est également diverti par les diverses parades qui peuvent avoir lieu. Cette zone est limitrophe du « Wasteland » conçu par les « Wasteland Warriors », où se dresse un univers et une scène au thème post-apocalyptique (« Wasteland stage »). Cette zone a été installée en hommage à la franchise Mad Max.
La zone devant les scènes principales comprend le « beergarden » bavarois et un grand espace de vente de marchandises appelé « MetalMarkt ». Il existe également de divers stands de restauration, le camp Wacken Foundation, des guichets automatiques et le « Movie Field », où des documentaires sur le heavy métal et des longs métrages sont diffusés.
Les scènes majeures, points centraux du festival, se situent dans la zone appelée « Infield », à laquelle on ne peut accéder que par le « Center ». En plus de ces scènes, le « Infield » accueille également des stands de nourriture et de boissons.

### Camping

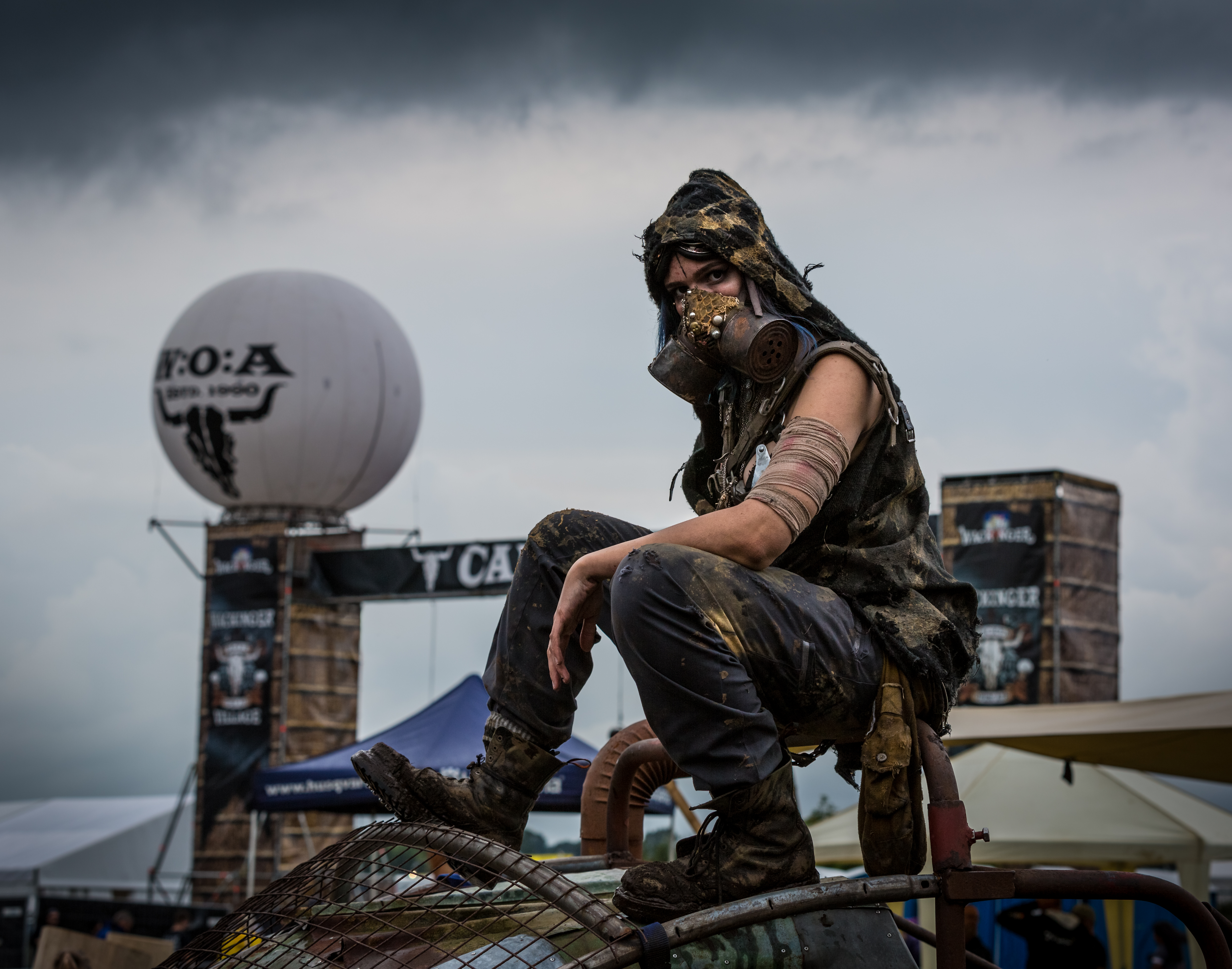
Site du Wasteland festival au Wacken Open Air 2016.

Comme le Wacken Open Air ne vend que des billets 3 jours, la majorité des visiteurs passent la totalité du festival sur place. En conséquence, la majorité des 240 hectares et plus du site du festival sont des zones de camping attribuées. Le camping ouvre le lundi et y séjourner est inclus dans le prix du billet depuis 2017. Toutefois, au cours des années précédentes, des frais supplémentaires étaient facturés pour une arrivée avant le mercredi.
Le camping est équipé de douches, de toilettes à chasses d’eau, de toilettes mobiles, de fontaines, de petits supermarchés, de stands de nourriture et de panneaux d’information. Il est surveillé en permanence par la police, les pompiers et les services de sécurité. Un service de collecte d’ordures ramasse les sacs poubelles pleins sur les lieux. Afin de faciliter l'orientation des visiteurs, les sites individuels appelés « Campgrounds » (« terrains de campings ») sont indiqués par des lettres. Les terrains de camping « A » et « B » sont réservés aux visiteurs arrivant sans voiture, tandis que les terrains de camping « Y » et « R » sont destinés aux campeurs et autres véhicules utilitaires lourds. Le camp « Y » offre la possibilité de louer des caravanes entières, des tentes ou des fournitures permettant d’alimenter sa propre caravane en énergie. Au camping « U », les grands groupes de 50 personnes ou plus ont la possibilité de réserver une plus grande surface gratuitement.
Pour pallier la saturation des réseaux téléphoniques entrainée par la grande concentration du public sur le festival, certains fournisseurs installent des stations de base mobiles pour GSM, UMTS et LTE + pendant le festival.

### Services médicaux
Le festival possède son propre service médical : le « Wacken Rescue Squad ». Chaque année, des centaines d’assistants de différentes organisations de secours venant de toute l’Allemagne arrivent avant le festival afin de préparer leurs camps médicaux et de dispenser des soins pendant l’événement. Le service médical est géré par l’association locale DRK à Kaltenkirchen. Les organisations de secours invitées et les organisations de secours locales fournissent des véhicules et du matériel pendant le festival. Ceux-ci incluent notamment des ambulances et des radios utilisés comme outils de communication. En raison des conditions routières, des patrouilles en quad et à pied sont souvent déployées à Wacken, en particulier à proximité du centre médical. 
En plus du service médical, qui compte environ 270 personnes durant les heures de pointe, la coopération des services de secours du Schleswig-Holstein dispose de plus de dix véhicules d'urgence (ambulances et unités de soins intensifs mobiles) sur le site, tout en coordonnant la gestion globale des urgences. En 2013, environ 3 300 personnes ont bénéficié de soins médicaux prodigués par environ 500 ambulanciers paramédicaux.

### Criminalité et infractions
Malgré la taille du festival, aucun problème de sécurité majeur n'a été rencontré jusqu'à présent. Les différends entre visiteurs sont rares et en 2011, un total de 20 rapports de lésions corporelles ont été déposés. Le problème principal réside en les plusieurs centaines de vols déclarés chaque année. En 2011, la police a pu arrêter trois bandes de voleurs. Selon la police, par rapport à d'autres événements de cette envergure, le festival est plutôt sécurisé.
Depuis sa création, le festival compte quatre morts et quelques blessés graves. En 2005, un homme de 37 ans en fort état d'ébriété s'écrase contre une ambulance roulant au pas et succombe à son traumatisme crânien à l'hôpital. Pour soutenir sa famille, les organisateurs ont mené une collecte de fonds. Le W:O:A 2006 honore le défunt avec une minute de silence. En 2011, un fan agité est pris de court par les agents de sécurité du village et meurt à la suite d'un arrêt cardiaque. En 2012, un festivalier âgé de 22 ans s'endort près d'un générateur et respire ses vapeurs de monoxyde de carbone. Il n’a pas pu être réanimé. En 2013, un visiteur polonais âgé de 52 ans meurt de causes naturelles dans sa tente. La même année, un spectateur est grièvement blessé lorsque la cartouche de gaz de son réchaud de camping explose. En 2016, deux hommes sont blessés à la suite de l'utilisation de pétards illégaux. En 2017, un adolescent de 16 ans est grièvement blessé alors qu'il tentait de réapprovisionner un réchaud de camping avec de l’alcool dénaturé.

## Engagement

### Metal Battle

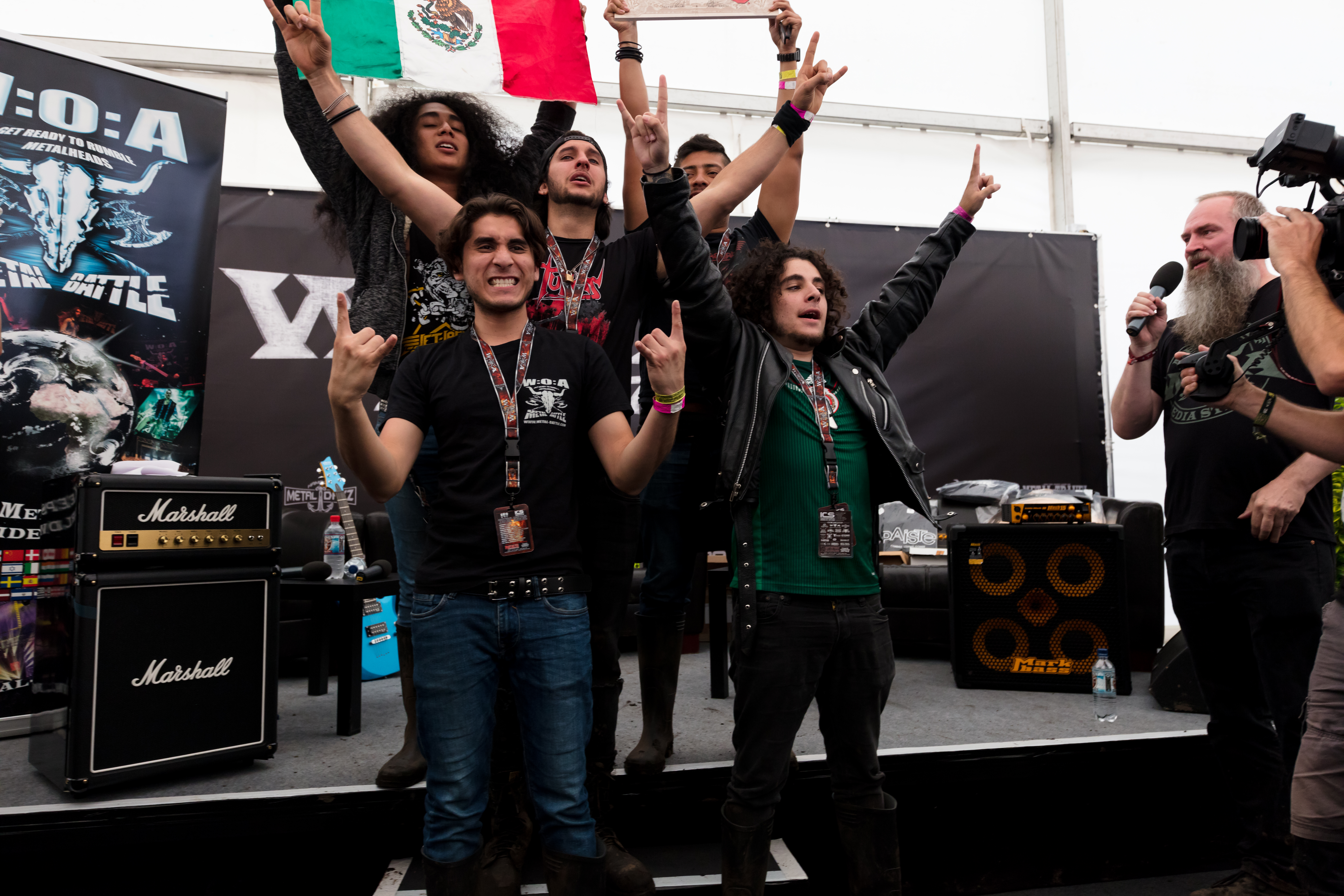
Les gagnants du Metal Battle de 2017, le groupe mexicain Jet Jaguar.

Le Metal Battle du W:O:A est un concours international qui a été organisé pour la première fois en 2004. Au cours du Metal Battle, des groupes récents s'affrontent lors de qualifications et de finales nationales; le vainqueur de chaque pays participe ensuite à la grande finale du Wacken Open Air contre les autres finalistes. Un jury international sélectionne les meilleurs groupes du concours. Au cours des années précédentes, les gagnants du concours décrochaient un contrat d'enregistrement, alors qu'aujourd'hui, les cinq meilleurs groupes reçoivent des prix en argent ou en matériel.

### Wacken Foundation
La Wacken Foundation est créée en 2009 par les organisateurs du festival et joue le rôle de fondation caritative. Son objectif est de soutenir les jeunes groupes de heavy métal.
Des projets spécifiques sont parrainés tels que la production d'un CD ou la réalisation d'une tournée. De plus, la Wacken Foundation fournit des informations sur ses projets dans de nombreux festivals européens chaque été. Depuis la saison 2017/2018, le logo de la Wacken Foundation se retrouve sur les maillots du club allemand de 3e ligue, le FC Carl Zeiss Jena. Cela a été rendu possible par le sponsors maillot Heaven Shall Burn dont le logo, pour la cause, a été déplacé sur la manche du maillot. Une partie des bénéfices sur la vente d’un maillot est reversée à la fondation.

### Wacken Music Camp
C’est en 2014 que le Wacken Music Camp a lieu pour la première fois. Une semaine après la fin du festival, des jeunes venant de toute l'Allemagne sont invités à écrire et à jouer leurs propres chansons sous la direction de musiciens professionnels. Ils sont hébergés dans le fameux « Kuhle », site du premier Wacken Open Air.

### Don de sang
Les organisateurs font régulièrement appel à des dons de sang avec toute l’équipe du festival. Le sang est donné à l’Itzehoe Clinic et toute l'aile est décorée dans le style du W:O:A, tandis que du heavy métal joue à plein régime dans les haut-parleurs.

### Campagne DKMS
Depuis l’édition 2014 du W:O:A, les visiteurs et les musiciens sont encouragés par le German Bone Marrow Donor Database à tester leur moelle osseuse afin de pouvoir en faire don. En 2014, 2 700 visiteurs ont saisi cette opportunité.

### Stark gegen Krebs (Strong Against Cancer)
Le festival collabore avec les organisateurs de la Wattolümpiade (« Jeux olympiques de vasière ») à Brunsbüttel pour promouvoir le slogan Stark gegen Krebs (« Strong Against Cancer »). L'équipe du festival apporte son aide pour la logistique de l'événement.

## Réseau

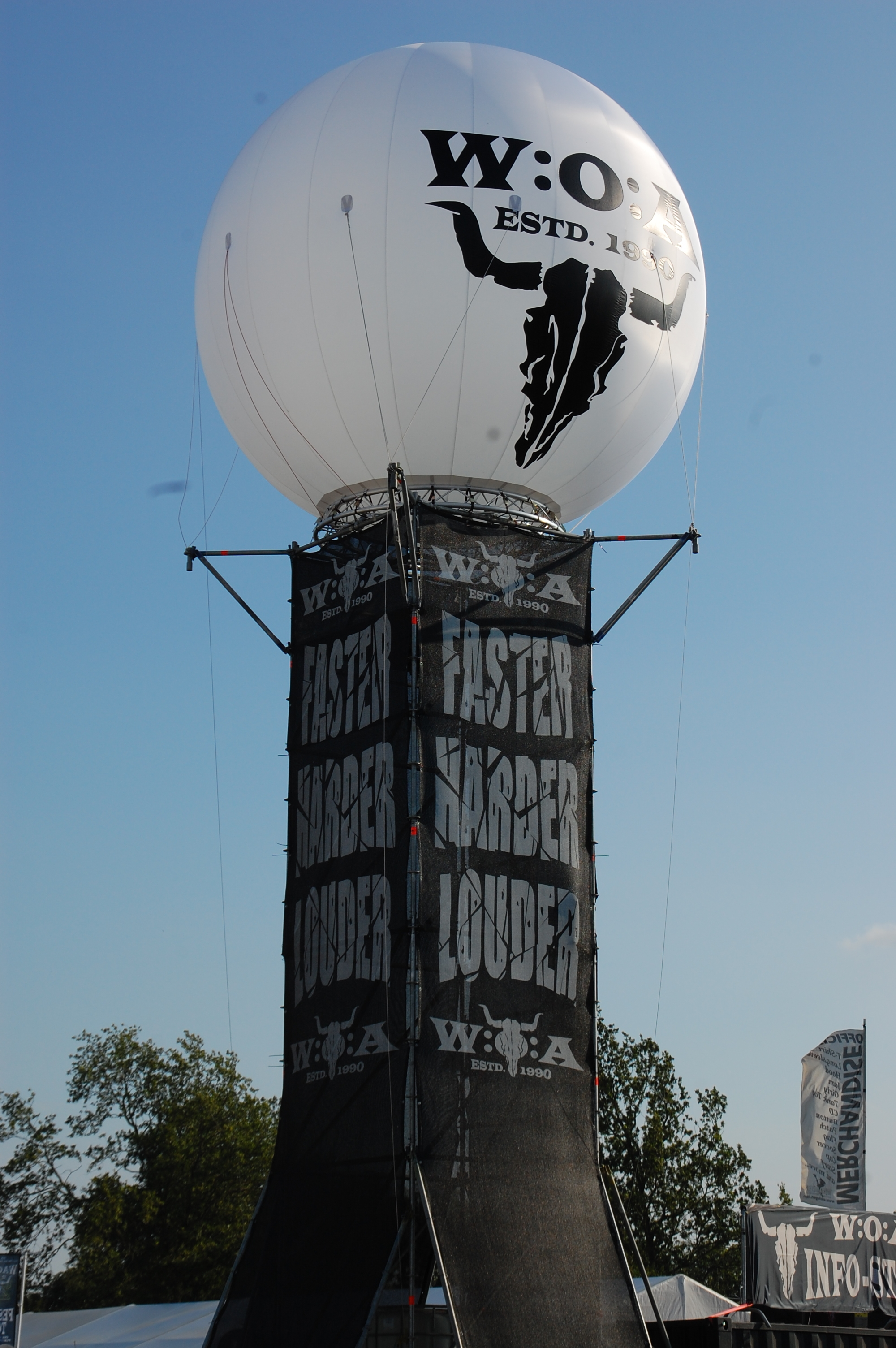
Tour sur laquelle figure le symbol du Wacken, Wacken Open Air 2011

Outre le festival en lui-même, de nombreux autres événements sont planifiés et organisés par les organisateurs. Une large gamme de produits dérivés a également été développée au cours des années. En plus des t-shirts et d’une gamme complète de CD et de DVD, le festival imprime plusieurs livres. Le livre W:O:A History contient l’histoire de l’Open Air jusqu’en 2005. Le livre Die Wahrheit über Wacken (La vérité sur le Wacken, Oidium Verlag 2005, nouvelle édition publiée chez Verlag Andreas Reiffer 2011) propose un récit plus humoristique sur le festival. Il a été écrit par le satiriste Till Burgwächter en collaboration avec le dessinateur de bandes dessinées Jan Oidium. Un livre de « recettes métal » a aussi été publié. L'élargissement de la gamme des produits dérivés suscite de plus en plus de critiques sur l'objectif commerciale de la démarche. L’accroissement de la couverture médiatique du festival, en particulier à la suite de la sortie du documentaire Full Metal Village, est perçue comme « commerciale » par la scène métal traditionnelle.
En 2005, la Wacken Premium Pilsner a été présentée pour la première fois comme la « propre » bière du festival. Celle-ci est produite dans la brasserie bavaroise Maximilians brauerei à Chieming. Au cours des éditions 2006 et 2007 du W:O:A, cette bière était également offerte, mais à cette époque distribuée dans des bouteilles de 0,5 litre par la brasserie Flensburger. Le grand nombre d'éclats de verre a ensuite contraint les organisateurs à opter pour des canettes de 0,5 litre.
La phrase « See you in Wacken – Rain or Shine » (« On se voit au Wacken, qu’il pleuve ou qu’il fasse soleil ») s'est imposée en tant que slogan, aux côtés de « Faster, Harder, Louder » (« Plus rapide, plus intense, plus fort » ). De plus, le festival inclut la phrase « Louder Than Hell » (« Plus fort que l’Enfer ») dans sa publicité.

### Full Metal Cruise
Des croisières sous le nom de « Full Metal Cruise » sont organisées à travers l’Europe depuis 2013, avec à leurs bords des groupes de heavy metal.

### Hamburg Metal Dayz
Le Hamburg Metal Dayz, festival en salle, a lieu en même temps que le Reeperbahn-Festival et est considéré comme un véritable rendez-vous pour la scène métal. En plus des concerts, on y trouve des panels[Quoi ?] de discussion avec des musiciens, des gérants ainsi que d'autres experts du metal. On y trouve aussi des ateliers et une session de questions-réponses avec les organisateurs du W:O:A.

### Wacken Roadshow

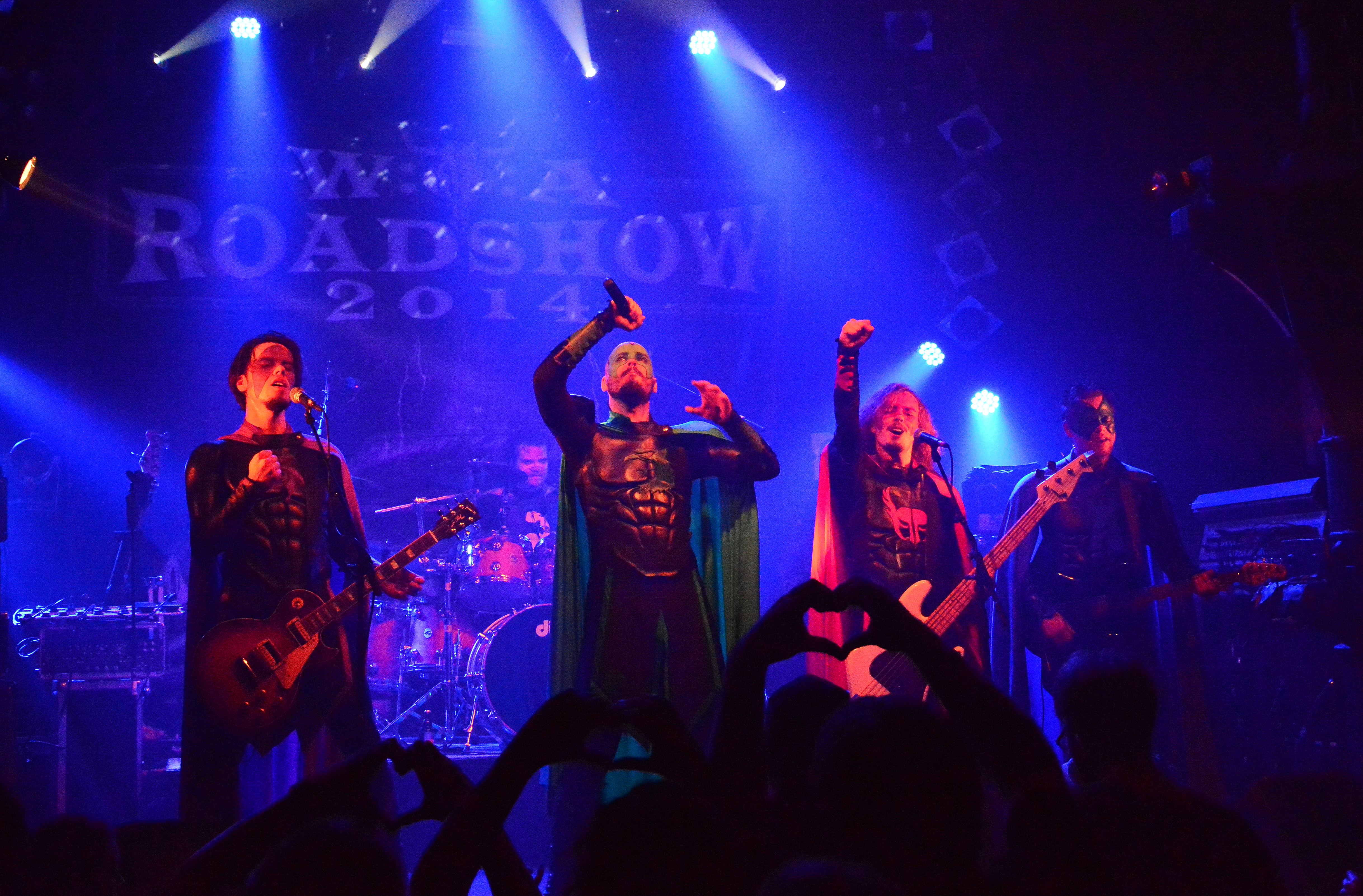
Grailknights au Wacken Roadshow 2014.

A l’occasion du Wacken Roadshow, plusieurs groupes partent en tournée en Europe sous la bannière du Wacken Open Air. Ces concerts sont destinés à apporter un complément aux soirées warm-up organisées dans de nombreux endroits.

### Metal Monday
Au cours de l'été 1990, le Metal Monday a lieu pour la première fois à Knust, Hambourg. Pendant cinq ans, des groupes de métal régionaux, nationaux et internationaux comme De la Cruz, 5th Avenue et King Køng jouent au Knust tous les lundis. Après une pause de près de 20 ans, le Metal Monday est relancé par les organisateurs du Wacken Open Air en 2014, en coopération avec Knust, Seaside Touring, All Access et Hamburg Konzerte. Les groupes de heavy metal, rock et folk rock se produisent maintenant une fois par mois, selon la devise « three bands - small entrance fee » (« trois groupes, tarif d’entrée minime »). En plus des groupes régionaux, les nouveaux groupes internationaux sont toujours invités.

### Zum Wackinger

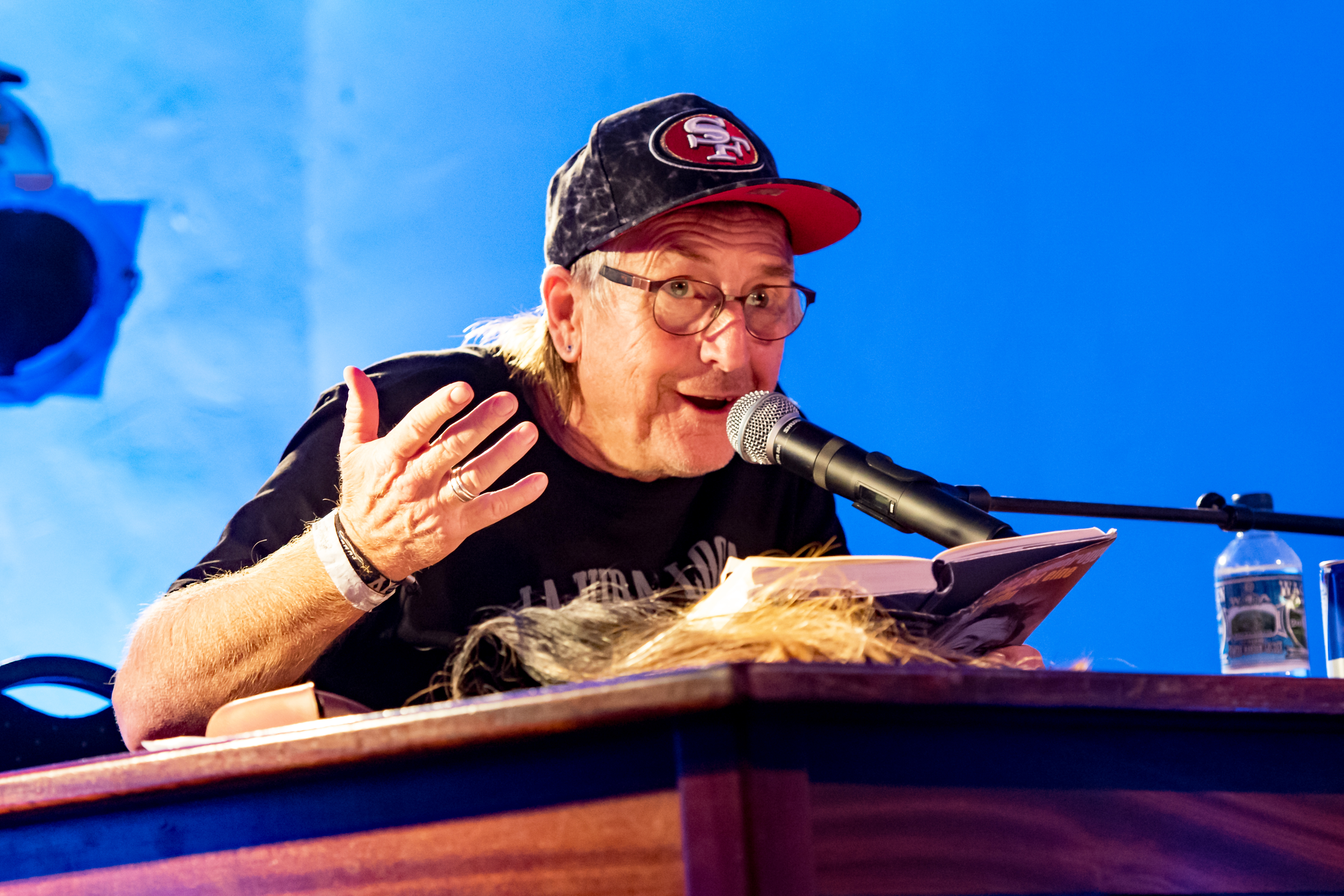
Lecture avec Martin Semmelrogge lors du Zum Wackinger 2017.

L'ancien restaurant au style rustique Zur Post à Wacken, construit en 1919, est le point de rassemblement du village et des communautés voisines depuis des décennies. C'est ici que les barmans Thomas Jensen et Holger Hübner ont conçu l'idée du Wacken Open Air que l’on connaît aujourd'hui. Désormais, il sert à accueillir le personnel et à répondre à d'autres objectifs professionnels. Une série d'événements appelée « Zum Wackinger » invite des artistes de la musique, de la comédie et du divertissement à se produire régulièrement. Depuis 2016, un festin médiéval de deux jours avec jongleurs et bardes a lieu dans le restaurant.

### Metal Church
L’Église évangélique luthérienne du village de Wacken appartient à la congrégation luthérienne de l’Église évangélique luthérienne du nord de l’Allemagne. Pour le Wacken Open Air et les Winter Nights, l’église est transformée en ce que l’on appelle la « Metal Church » (« église métal »). Pendant lesdits festivals, le « Metal Service » se tient ici et des groupes de la scène folklorique et médiévale jouent dans l'église.

### Wacken Winter Nights

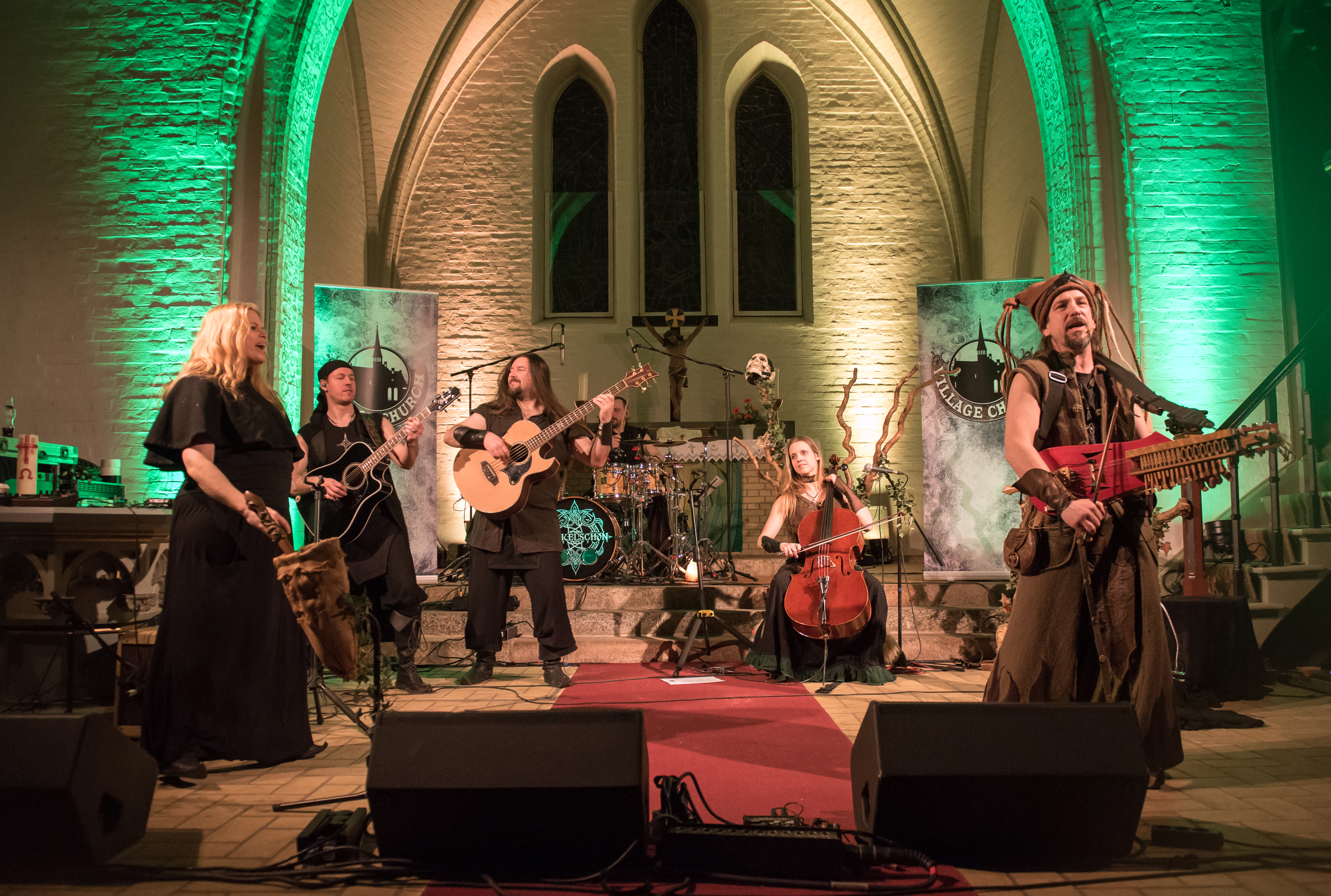
Dunkelschön jouant dans la Metal Church lors des Wacken Winter Nights.

Wacken Winter Nights (WWN), un festival en plein air de trois jours au thème folklorique et médiéval, a lieu pour la première fois en février 2017 sous une température de -2 à -6 degrés Celsius à Wacken. Comptabilisant plus que 3 500 participants, les billets pour la première édition du festival se sont écoulés plusieurs semaines à l'avance. La plupart des participants ont passé la nuit au camping. Une deuxième édition s'est déroulée du 23 au 25 février 2018. En raison d'aménagements sur le terrain de camping de l'année précédente, l'hébergement a été transféré dans la zone normalement aussi utilisée pour l'Open Air. La distance de marche entre le festival et la zone d’hébergement est donc passée à environ 15 minutes. Avec 4 000 visiteurs, l'événement de 2018 était également complet. Pour la troisième édition en 2019, le site du festival a été considérablement agrandi et 5 000 visiteurs y ont assisté. Les quatrièmes WWN sont planifiées du 14 au 16 février 2020.
| Année | Groupes | Participants | Prix (EUR) | Complet |
| 2017  |         | 3500         | 69,00      | oui     |
| 2018  | 35      | 4000         |            | oui     |
| 2019  | 34      | 5000         | 89,00      |         |

### StrongmanRun
Le Fisherman's Friend Strongman Run est passé par le site du festival de métal de Wacken pour la première fois en avril 2016. Avec leur première apparition au Wacken, la saison du Strongman Run est officiellement lancée. Environ 3 000 participants, certains en costumes colorés, ont participé à la course sur un circuit de 20 km composé de 40 obstacles. En 2017, le Strongman Run a eu lieu sur le terrain du festival.

### Wacken Rocks
Plusieurs festivals en plein air appelés « Wacken Rocks » ont été organisés par le passé afin de transporter l'atmosphère du Wacken à d’autres endroits.

### Full Metal Mountain

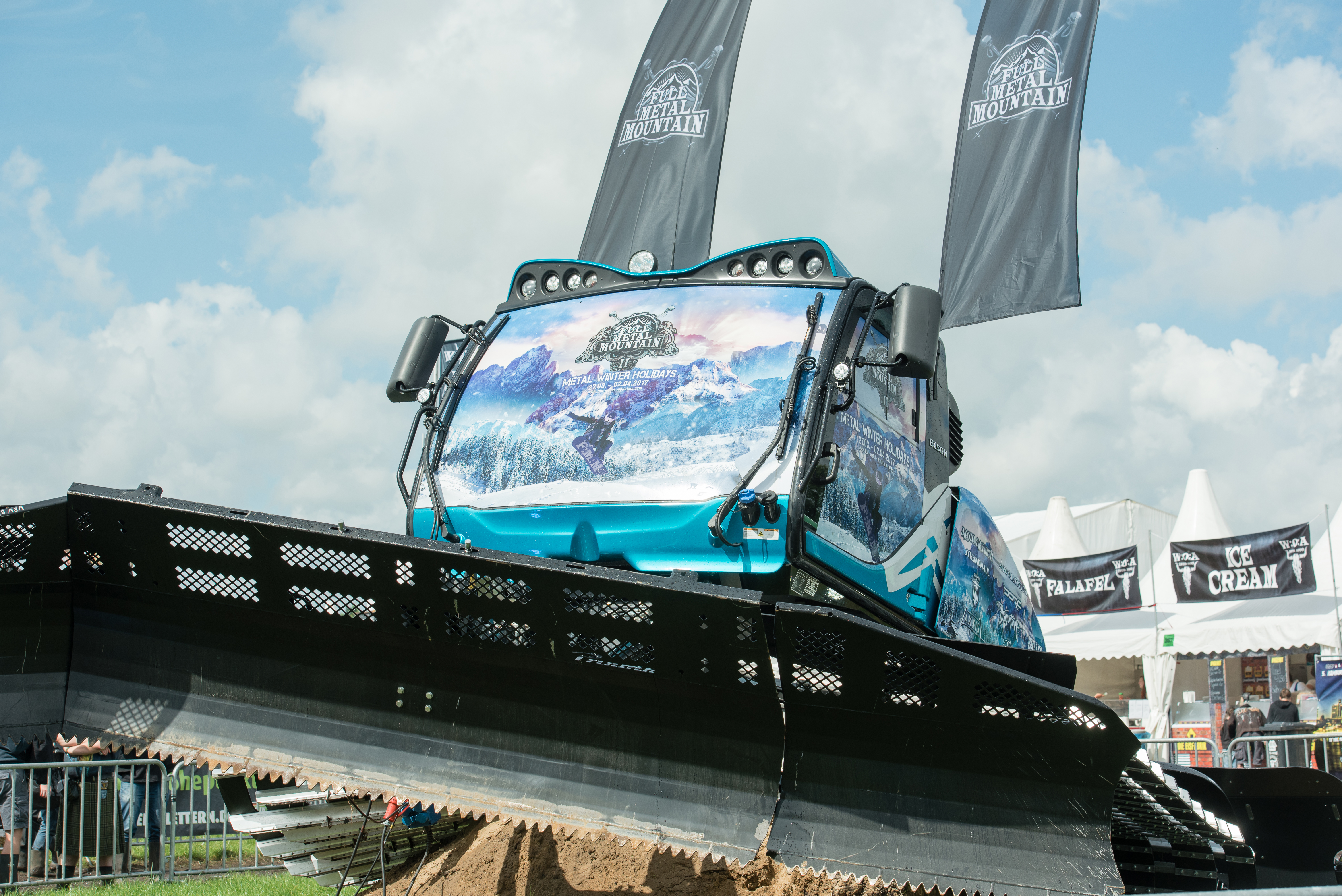
Dameuse servant de support publicitaire pour le Full Metal Mountain 2017.

Au cours des hivers 2016, 2017 et 2018, un séjour de ski annuel à Nassfeld, en Autriche, a été organisé pour les fans de métal sous le nom de « Full Metal Mountain ». De nombreux groupes et artistes étaient présents. En 2019, le festival a été entièrement annulé.

### Full Metal Holiday
La planification et la préparation sont en cours pour un séjour de vacances à Majorque avec pour titre « Full Metal Holiday - Destination Mallorca », qui offrira des concerts de métal sur la plage du 12 au 19 octobre 2020. L'événement était initialement prévu pour 2017 et devait se dérouler à Ibiza, mais il a été reporté à 2018 et a changé de destination en choisissant Majorque.

## Wacken en chiffres
Le tableau ci-dessous montre l'évolution des prix, du nombre de visiteurs et du nombre de groupes présents durant les précédentes éditions du festival. Celui-ci a été publié par les organisateurs. Le prix affiché comprend un billet de 3 jours (stationnement et camping inclus) en prévente (sans frais supplémentaires).
| Année | Groupes | Participants | Festivaliers | Prix (EUR) | Complet   |
| 1990  | 6       | 800          | N/A          | 6,14       |           |
| 1991  | 7       | 1 300        | N/A          | 7,67       |           |
| 1992  | 26      | 3 500        | N/A          | 17,90      |           |
| 1993  | 32      | 3 500        | N/A          | 23,01      |           |
| 1994  | 29      | 4 500        | N/A          | 19,94      |           |
| 1995  | 33      | 5 000        | N/A          | 20,05      |           |
| 1996  | 32      | 8 000        | N/A          | 25,05      |           |
| 1997  | 47      | 10 000       | N/A          | 35,28      |           |
| 1998  | 71      | 20 000       | N/A          | 35,28      |           |
| 1999  | 82      | 22 000       | N/A          | 40,39      |           |
| 2000  | 69      | 25 000       | N/A          | 40,90      |           |
| 2001  | 79      | 25 000       | N/A          | 50,62      |           |
| 2002  | 80      | 27 500       | N/A          | 50,00      |           |
| 2003  | 61      | 30 000       | N/A          | 50,00      |           |
| 2004  | 62      | 48 000       | N/A          | 68,00      |           |
| 2005  | 65      | 40 000       | N/A          | 79,00      |           |
| 2006  | 56      | 48 000       | N/A          | 79,00      |           |
| 2007  | 75      | 72 000       | 60 000       | 99,00      | 339 jours |
| 2008  | 71      | 75 000       | N/A          | 109,00     | 221 jours |
| 2009  | 80      | 77 000       | N/A          | 130,00     | 149 jours |
| 2010  | 123     | 82 500       | 75 000       | 130,00     | 247 jours |
| 2011  | 125     | 85.870       | 75 000       | 130,00     | 187 jours |
| 2012  | 137     | 85 000       | 75 000       | 150,00     | 121 jours |
| 2013  | 135     | 84 500       | 75 000       | 150,00     | 47 jours  |
| 2014  | 132     | 84 500       | 75 000       | 170,00     | 43 heures |
| 2015  | 158     | 84 500       | 75 000       | 170,00     | 12 heures |
| 2016  | 157     | 84 500       | 75 000       | 190,00     | 23 heures |
| 2017  | 170     | 85 000       | 75.000       | 220,00     | 309 jours |
| 2018  | 197     | 85 000       | 75 000       | 220,00     | 346 jours |
| 2019  | 218     | 85 000       | 75 000       | 221,00     | 4 jours   |
| 2020  | 0       | 0            | 0            | 239        | 21 heures |
| 2021  | 0       | 0            | 0            | 239        | -         |
| 2022  | 195     | 83 400       | 83 400       | 239        | -         |
| 2023  | 218     | 61 000       | 61 000       | 299        | 5 heures  |
| 2024  | -       | 85 000       | 85 000       | 333        | 4 heures  |
| 2025  | -       | 85 000       | 85 000       | 333        | 57 jours  |
| 2026  |         |              |              | 351        |           |

## Documentaires et accueil

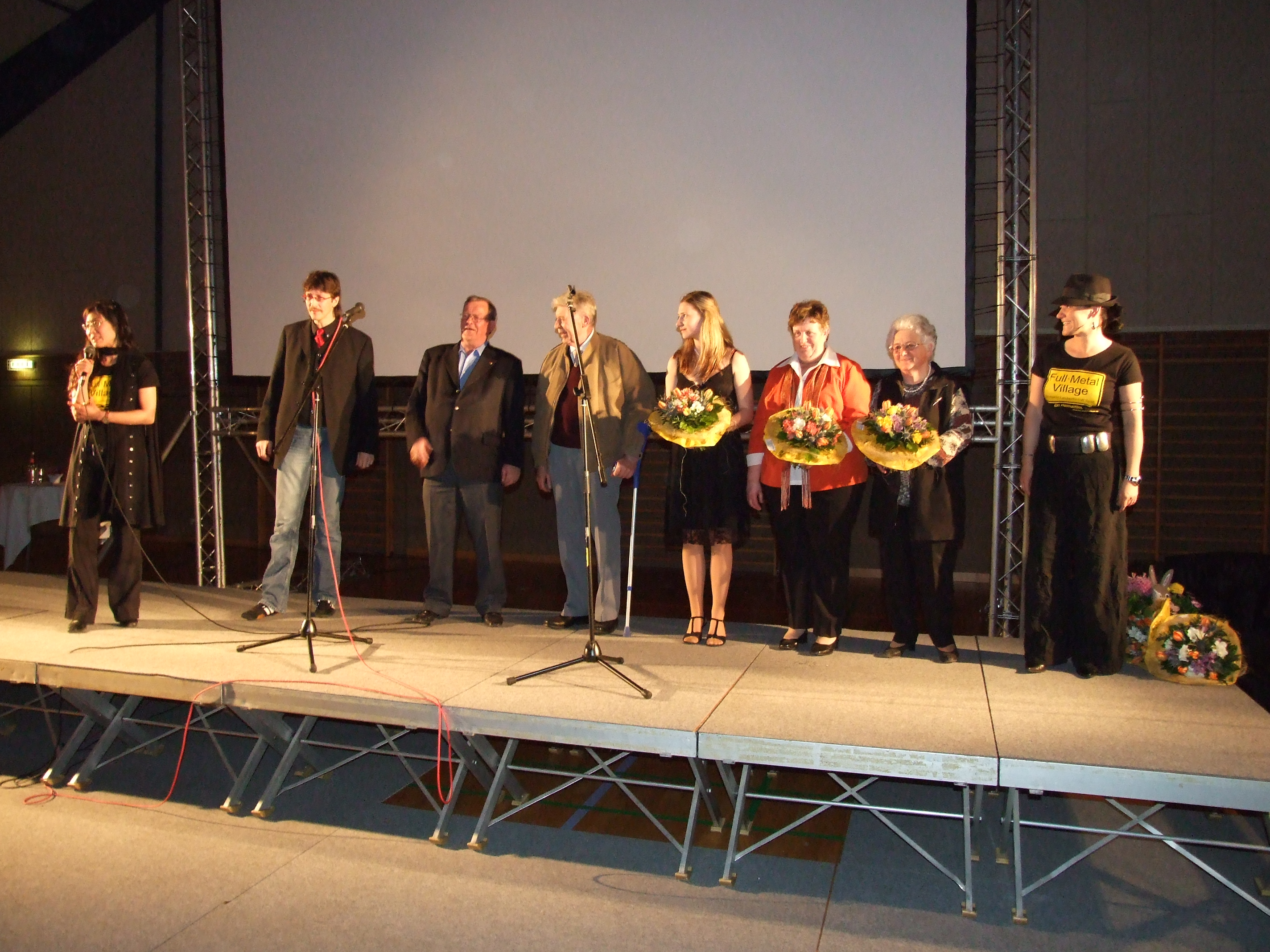
De gauche à droite: la réalisatrice Cho Sung-Hyun, le producteur Bern Stölting et les sujets du film Full Metal Village lors de l’avant-première à Wacken: Uwe Trede, Klaus Plähn, Ann-Kathrin Schaak, Lore Trede, Irma Schaack.

Depuis 1999, plusieurs documentaires sur le W:O:A ont été réalisés. Le premier documentaire, Metalheads - The Official Documentary, est produit en 1999 à l’occasion du 10e anniversaire du festival et parait sur VHS via Rock Hard en 2000. L’équipe de tournage s'installe dix jours sur le site du festival avant son début et présente le travail des constructeurs, des agriculteurs tels que Uwe Trede, des villageois, des fans et des organisateurs. Bien que le film présente des extraits de performances de groupes et quelques interviews d’artistes, le documentaire est davantage axé sur les coulisses du festival. Le film est produit avec des moyens élémentaires : une caméra professionnelle Hi8, une caméra Mini-DV et une équipe de trois personnes. Il est considéré par les organisateurs comme un essai. D'après ces derniers, 10 000 exemplaires au total sont produits et vendus. Le film Nordland est tourné pour la 15e édition du W:O:A, mais n’a servi que de promotion interne. Les deux films ont été réalisés par Thomas Greiner.
Le documentaire « Metal - A Headbanger's Journey » de Sam Dunn (2005) présente le Wacken Open Air. Le festival y est décrit comme une mecque du heavy metal. Le film Full Metal Village de la réalisatrice Cho Sung-Hyung, réalisé en 2005 et 2006, décrit les habitants de Wacken et leur relation avec le festival. En 2006, elle reçoit le principal prix du meilleur documentaire par le Hessischer Filmpreis et le Schleswig-Holstein Filmpreis. Full Metal Village est le premier documentaire à remporter le prix Max Ophüls pour les jeunes cinéastes en 2007. WDR-Rockpalast présente le festival en 2006, 2007 et 2009, avec des documentaires de deux heures. Le radiodiffuseur DMAX a également envoyé une équipe de caméras et réalisé un documentaire d’une heure sur le montage du W:O:A en 2007.
ZDF television a filmé le reportage de 30 minutes Ein Dorf und 100 000 Rockfans au sujet du Wacken Open Air 2008.
Ces premiers documentaires se ressemblent : ils invitent les visiteurs, les organisateurs et les citoyens de Wacken à s’exprimer sur le festival et à le présenter de manière positive. Ainsi, des critiques ont été émises[Par qui ?] sur la mise en avant exagérée des Wacken Firefighters. Les trois documentaires de Rockpalast sont centrés sur les entrevues avec les musiciens et les performances des groupes.
Une autre perspective est offerte par la production à budget réduit Metaller die aufBrüstestarren (The MetalheadsWho Stare at Breasts, titre basé sur The Men Who Stare At Goats), que cinq festivaliers ont produit pendant leur séjour au Wacken. « OffenerKanal Bad Offenbach » est désigné comme son producteur officiel. Le film présente le festival du point de vue (subjectif) des cinéastes et commente les événements à la manière du Nouveau journalisme. Contrairement à d'autres documentaires, celui-ci est axé sur les fans. Documentaire au sens premier du terme ou bien simple divertissement ? Cela se discute. Les cinéastes eux-mêmes évitent cette question et classent leur travail comme un « documentaire trash ». La première du film a eu lieu le 5 mai 2011.
Le Premier ministre du Schleswig-Holstein, Peter Harry Carstensen (CDU), commente l'ouverture du W:O:A 2009 ainsi : « Je ne viens pas ici pour écouter de la musique, mais je m'identifie au festival ». Certains concerts du Wacken Open Air 2014 sont diffusés en ligne, en direct. De plus, la coopération entre Spiegel Online and Arte a rendu certaines performances disponibles sous forme de vidéo à la demande. Pour marquer son 30e anniversaire, la Norddeutsche Rundschau a publié une édition spéciale qui offre un aperçu de l'organisation du Wacken Open Air. De plus, une exposition spéciale au Prinzesshof Kreismuseum à Itzehoe est prévue afin de marquer cet anniversaire.

### Prix

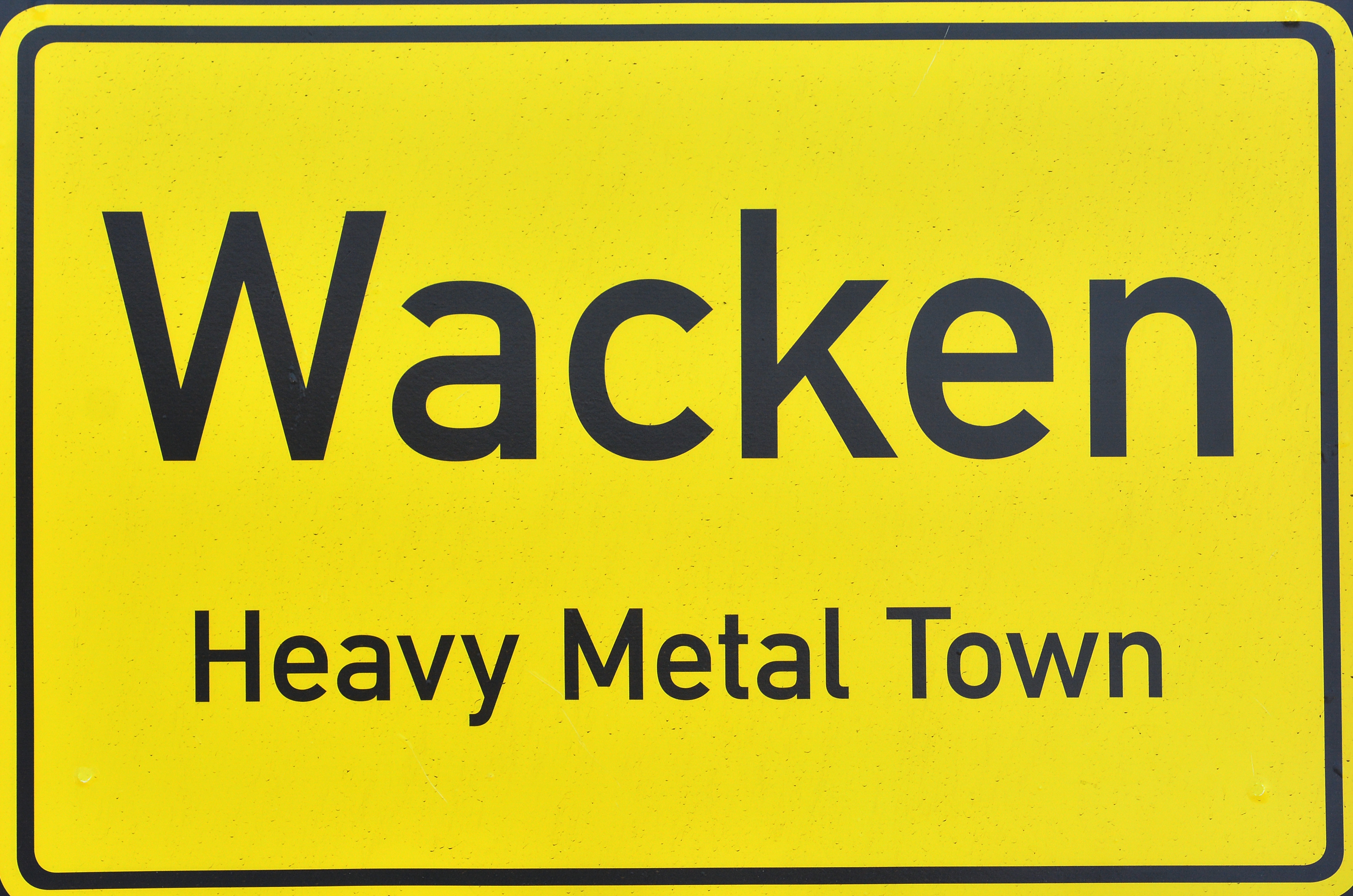
panneau de localité fictif lors du Wacken Open Air 2014.

Lors d‘un cérémonie de remise des prix le 11 mars 2008, le W:O:A reçoit le Live Entertainment Award ou LEA (« prix du divertissement en direct ») du meilleur festival de l'année 2007.

### Médias

#### Documentaires

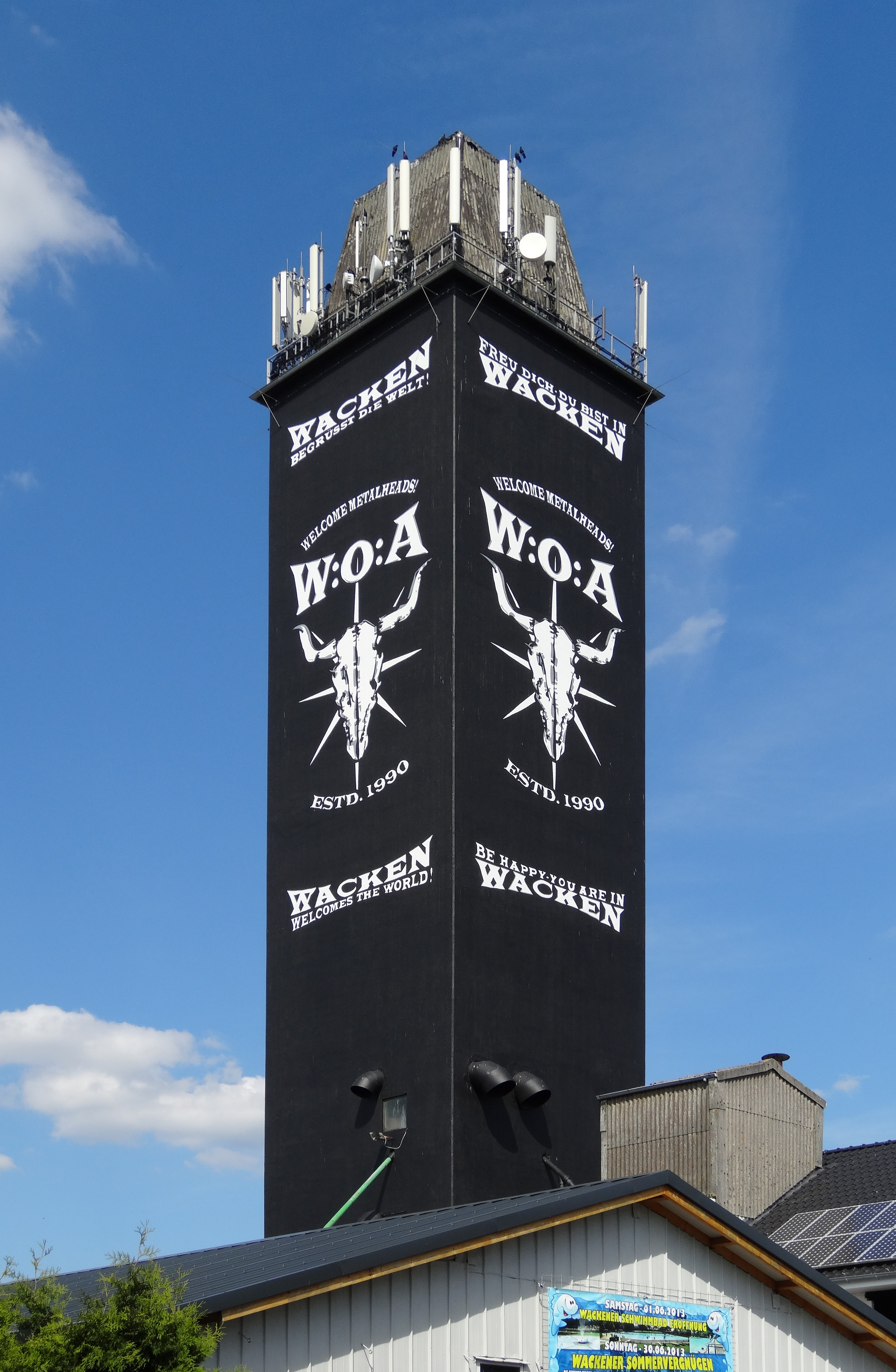
Le (très) visible silo de Raiffeisenhauptgenossenschaft en 2013.

La télévision allemande a produit de nombreux documentaires à propos du Wacken Open Air au cours des dernières années. La liste suivante n'est donc pas complète: 
- Metalheads, documentaire sur le 10e anniversaire de Wacken Open Air (directeur : Thomas Greiner)
- Nordland, documentary sur le 15e anniversaire de Wacken Open Air (directeur : Thomas Greiner (auteur))
- Full Metal Village, 2006 (directeur : Cho Sung-Hyung)
- Ein Dorf im Ausnahmezustand – Un village en état d‘urgence / Trois jours de Wacken - Bauernschlau und Heavy-Metal, 2006 (film par Petra Petersen, NDR)
- Rockpalast (WDR), festival Wacken-Open-Air, 2006, 2007 et 2009, documentaires d'environ 2 heures chacun, téléchargeables gratuitement dans la médiathèque du diffuseur public (depuis février 2016)
- Wahnsinn Wacken, 2007 (DMAX) environ 1 heure de documentaire[80]
- Ein Dorf und 100.000 Rockfans, 2008 (ZDF)
- Metaller die auf Brüste starren, 2010
- Road to Wacken - The Movie, 2011
- Heavy Metal auf der Wiese, 2011 (NDR) (directeur : Manfred Studer)
- Heavy Metal trifft Karniggels - Detlev Buck goes Wacken, 2012 (NDR) (directeur : Nils Utzig)
- Heiter, Harder, Louder, 2013 (NDR) (directeur : Nils Utzig)
- Alles auf Schwarz – Wacken!!! Sarnau und Hübner bei den Metalheads, 2013 (NDR) (directeur : Nils Utzig)
- Wacken 3D, 2014 (directeur : Norbert Heitker) –aussi en 2D.
- 25 Years Louder Than Hell - The W:O:A Documentary, juin 2015, DVD/BluRay, 3 émission. 45 min, 1 h 5 min, 42 min, son original : allemand, anglais et espagnol avec sous-titres en allemand et anglais.
- Road To Wacken, 2016 (DMAX), un documentaire en deux parties (45 min chacune) sur le groupe Blind Guardian, qui planifie, prépare et interprète son set musical au W:O:A, ainsi que sur le festival lui-même, ses visiteurs, le village de Wacken et ses habitants[81],[82].
- Welcome to Wacken - A Documentary Film in Virtual Reality, juillet 2017 (directeur : Sam Dunn), °360 Film RV en anglais en cinq parties, avec animations de la zone du festival[83].
- Der Wacken-Wahnsinn, Wie geht das? NDR Television, août 2018

#### Wacken Open Air vidéos et DVD officiels
Depuis 2003, les organisateurs du Wacken Open Air sortent un DVD officiel tous les ans : 
- Metal Overdrive: Wacken Overdrive, 2003
- Armageddon Over Wacken 2003, 2003
- Armageddon Over Wacken 2004, 2004
- Armageddon Over Wacken 2005, 2005
- Wacken 2006 – Live at W:O:A, 2006
- Wacken 2007: Live at Wacken Open Air, 2007
- Wacken 2008: Live at Wacken Open Air, 2008
- Wacken 2009: Live at Wacken Open Air, 2009
- Wacken 2010: Live at Wacken Open Air, 2010
- Wacken 2011: Live at Wacken Open Air, 2011
- Wacken 2012: Live at Wacken Open Air, 2012
- Wacken 2013: Live at Wacken Open Air, 2014
- Wacken – Der Film, 2014[84]
- 25 Years of Wacken: Snapshots, Sraps, Thoughts & Sounds, 2015
- Wacken 2014: Live at Wacken Open Air, 2015
- Live At Wacken 2015 – 26 Years Louder Than Hell, 2016
- Live at Wacken 2016 – 27 Years Louder Than Hell, 2017
- Live at Wacken 2017 – 28 Years Louder Than Hell, 2018

#### Albums live
De nombreux groupes ont enregistré leurs performances au Wacken Open Air et ont diffusé celles-ci sous forme de CD audio ou de DVD. La liste suivante ne cite pas d’albums contenant seulement des morceaux spécifiques joués durant le festival mais des albums live complets :
- Hypocrisy – Hypocrisy Destroys Wacken, 1999
- Rose Tattoo – 25 to Live, 2000
- Tygers of Pan Tang – Live at Wacken, 2001
- Grave Digger – Tunes Of Wacken, 2002
- Twisted Sister – Live at Wacken: The Reunion, 2005
- Bloodbath – The Wacken Carnage, 2005
- Scorpions – Live at Wacken Open Air 2006
- Emperor – Live at Wacken Open Air 2006
- Dimmu Borgir – The Invaluable Darkness, 2007
- Rage – Live in Wacken 2007 (bonus DVD for the album Carved in Stone), 2008
- Mambo Kurt – The Orgel Has Landed: Live at Wacken, 2008
- Avantasia – The Flying Opera, 2008
- Die Apokalyptischen Reiter – Tobsucht (Reitermania over Wacken & Party.San), 2008
- Atheist – Unquestionable Presence: Live at Wacken, 2009
- Exodus – Shovel Headed Tour Machine – Live at Wacken, 2010
- Grave Digger – The Clans Are Still Marching, 2010
- Immortal – The Seventh Date of Blashyrkh, 2010
- Rage – Live in Wacken 2009 (bonus DVD for the album Strings to a Web), 2010
- At the Gates – Purgatory Unleashed: Live at Wacken, 2010
- Heaven and Hell : Neon Nights – Live at Wacken – 30 Years of Heaven & Hell
- Running Wild – The final Jolly Roger
- Motörhead – The Wörld Is Ours Vol. 2: Anyplace Crazy as Anywhere Else, 2011
- Saxon – Heavy Metal Thunder – Live – Eagles Over Wacken, 2012
- Sacred Reich – Live At Wacken Open Air, 2012
- Degradead – Live at Wacken And Beyond, 2012
- Megaherz – Götterdämmerung: Live at Wacken 2012, 2012
- Gorgoroth – Live at Wacken 2008, 2012
- God Seed – Live at Wacken, 2012
- Atrocity – Die Gottlosen Jahre – Live In Wacken, 2012
- Ministry – Enjoy The Quiet: Live at Wacken 2012, 2013
- Airbourne – Live at Wacken 2011, 2013
- Nightwish – Showtime Storytime, 2013
- Alice Cooper – Raise The Dead : Live From Wacken, 2014
- Circle II Circle – Live at Wacken (Official Bootleg), 2014
- Deep Purple – From the Setting Sun … In Wacken (enregistré en 2013), 2015
- Sabaton – Heroes on Tour, 2015
- Savatage – Return to Wacken, 2015
- Europe – War of Kings Special Edition, DVD/BluRay 2 Live at Wacken, 2015
- Danko Jones – ive at Wacken (enregistré en 2015), 2016
- Judas Priest – Battle Cry, 2016
- Unisonic – Live in Wacken, 2017
- Hansen and Friends – Thank You Wacken live, 2017
- Arch Enemy – As the Stages Burn! (enregistré en 2016), 2017
- Status Quo – Down Down and Dirty at Wacken (enregistré en 2017), 2018
- Accept – Symphonic Terror - Live at Wacken 2017, 2018
- Parkway Drive – Viva the Underdogs (enregistré en 2019), 2020
- Sabaton – 20th Anniversary Show (enregistré en 2019), 2021
- Dream Theater – Lost Not Forgotten Archives: Live at Wacken (2015) (enregistré en 2015), 2022
- Visions of Atlantis - Pirates over Wacken (enregistré en 2022), 2023

Dans ses romans policiers Tod in Wacken et Der Teufel von Wacken, l'auteure Heike Denzau met en scène ses intrigues au Wacken Open Air, décrivant le lieu ainsi que le festival et ses visiteurs.

### Bibligoraphie
- (de) Andreas Schöwe, Wacken Roll – Das größte Heavy Metal-Festival der Welt. 2, Höfen, Hannibal Verlag, 2012 (ISBN 978-3-85445-376-5).
- (de) Till Burgwächter, Zwischen Aasbüttel und Vahlenmoor. Die Wahrheit!!! – über Wacken. Oidium, Berlin, 2011 (ISBN 3-9809697-5-4 et 978-3-934896-35-2).